# Danh sách tiểu hành tinh: 14001–15000
| Tên                   | Tên đầu tiên | Ngày phát hiện       | Nơi phát hiện                      | Người phát hiện                                        |
| 14001–14100           | 14001–14100  | 14001–14100          | 14001–14100                        | 14001–14100                                            |
| --------------------- | ------------ | -------------------- | ---------------------------------- | ------------------------------------------------------ |
| 14001 -               | 1993 KR      | 26 tháng 5 năm 1993  | Kiyosato                           | S. Otomo                                               |
| 14002 -               | 1993 LW1     | 15 tháng 6 năm 1993  | Palomar                            | H. E. Holt                                             |
| 14003 -               | 1993 OO4     | 20 tháng 7 năm 1993  | La Silla                           | E. W. Elst                                             |
| 14004 Chikama         | 1993 SK2     | 19 tháng 9 năm 1993  | Kitami                             | K. Endate, K. Watanabe                                 |
| 14005 -               | 1993 SO3     | 22 tháng 9 năm 1993  | Mérida                             | O. A. Naranjo                                          |
| 14006 Sakamotofumio   | 1993 SA4     | 18 tháng 9 năm 1993  | Kitami                             | K. Endate, K. Watanabe                                 |
| 14007 -               | 1993 TH14    | 9 tháng 10 năm 1993  | La Silla                           | E. W. Elst                                             |
| 14008 -               | 1993 TD17    | 9 tháng 10 năm 1993  | La Silla                           | E. W. Elst                                             |
| 14009 -               | 1993 TQ36    | 13 tháng 10 năm 1993 | Palomar                            | H. E. Holt                                             |
| 14010 -               | 1993 UL      | 16 tháng 10 năm 1993 | Kitami                             | K. Endate, K. Watanabe                                 |
| 14011 -               | 1993 US      | 22 tháng 10 năm 1993 | Oohira                             | T. Urata                                               |
| 14012 -               | 1993 XG      | 6 tháng 12 năm 1993  | Geisei                             | T. Seki                                                |
| 14013 -               | 1993 YF      | 17 tháng 12 năm 1993 | Oizumi                             | T. Kobayashi                                           |
| 14014 Münchhausen     | 1994 AL16    | 14 tháng 1 năm 1994  | Đài quan sát Tautenburg            | F. Börngen                                             |
| 14015 -               | 1994 BD4     | 16 tháng 1 năm 1994  | Caussols                           | E. W. Elst, C. Pollas                                  |
| 14016 Steller         | 1994 BJ4     | 16 tháng 1 năm 1994  | Caussols                           | E. W. Elst, C. Pollas                                  |
| 14017 -               | 1994 NS      | 4 tháng 7 năm 1994   | Nachi-Katsuura                     | Y. Shimizu, T. Urata                                   |
| 14018 -               | 1994 PM14    | 10 tháng 8 năm 1994  | La Silla                           | E. W. Elst                                             |
| 14019 -               | 1994 PP16    | 10 tháng 8 năm 1994  | La Silla                           | E. W. Elst                                             |
| 14020 -               | 1994 PE18    | 10 tháng 8 năm 1994  | La Silla                           | E. W. Elst                                             |
| 14021 -               | 1994 PL20    | 12 tháng 8 năm 1994  | La Silla                           | E. W. Elst                                             |
| 14022 -               | 1994 PW27    | 12 tháng 8 năm 1994  | La Silla                           | E. W. Elst                                             |
| 14023 -               | 1994 PX31    | 12 tháng 8 năm 1994  | La Silla                           | E. W. Elst                                             |
| 14024 Procol Harum    | 1994 RZ      | 9 tháng 9 năm 1994   | Sormano                            | P. Sicoli, P. Ghezzi                                   |
| 14025 Fallada         | 1994 RR11    | 2 tháng 9 năm 1994   | Đài quan sát Tautenburg            | F. Börngen                                             |
| 14026 Esquerdo        | 1994 ST7     | 28 tháng 9 năm 1994  | Kitt Peak                          | Spacewatch                                             |
| 14027 -               | 1994 TJ1     | 2 tháng 10 năm 1994  | Kitami                             | K. Endate, K. Watanabe                                 |
| 14028 -               | 1994 TZ14    | 5 tháng 10 năm 1994  | Kitami                             | K. Endate, K. Watanabe                                 |
| 14029 -               | 1994 UC1     | 31 tháng 10 năm 1994 | Nachi-Katsuura                     | Y. Shimizu, T. Urata                                   |
| 14030 -               | 1994 UP1     | 25 tháng 10 năm 1994 | Kushiro                            | S. Ueda, H. Kaneda                                     |
| 14031 -               | 1994 WF2     | 16 tháng 11 năm 1994 | Kitami                             | K. Endate, K. Watanabe                                 |
| 14032 Mego            | 1994 XP      | 4 tháng 12 năm 1994  | Ayashi Station                     | M. Koishikawa                                          |
| 14033 -               | 1994 YR      | 28 tháng 12 năm 1994 | Oizumi                             | T. Kobayashi                                           |
| 14034 -               | 1995 BW      | 25 tháng 1 năm 1995  | Oizumi                             | T. Kobayashi                                           |
| 14035 -               | 1995 CJ      | 1 tháng 2 năm 1995   | Oizumi                             | T. Kobayashi                                           |
| 14036 -               | 1995 EY7     | 5 tháng 3 năm 1995   | Nyukasa                            | M. Hirasawa, S. Suzuki                                 |
| 14037 -               | 1995 EZ7     | 5 tháng 3 năm 1995   | Nyukasa                            | M. Hirasawa, S. Suzuki                                 |
| 14038 -               | 1995 HR      | 27 tháng 4 năm 1995  | Kushiro                            | S. Ueda, H. Kaneda                                     |
| 14039 -               | 1995 KZ1     | 28 tháng 5 năm 1995  | Palomar                            | E. F. Helin                                            |
| 14040 Andrejka        | 1995 QD2     | 23 tháng 8 năm 1995  | Modra                              | A. Galád, A. Pravda                                    |
| 14041 Dürrenmatt      | 1995 SO54    | 21 tháng 9 năm 1995  | Đài quan sát Tautenburg            | F. Börngen                                             |
| 14042 Agafonov        | 1995 UG5     | 16 tháng 10 năm 1995 | Zelenchukskaya                     | T. V. Kryachko                                         |
| 14043 -               | 1995 UA45    | 20 tháng 10 năm 1995 | Uenohara                           | N. Kawasato                                            |
| 14044 -               | 1995 VS1     | 1 tháng 11 năm 1995  | Kiyosato                           | S. Otomo                                               |
| 14045 -               | 1995 VW1     | 4 tháng 11 năm 1995  | Xinglong                           | Chương trình tiểu hành tinh Bắc Kinh Schmidt CCD       |
| 14046 Keikai          | 1995 WE5     | 17 tháng 11 năm 1995 | Nanyo                              | T. Okuni                                               |
| 14047 -               | 1995 WG5     | 18 tháng 11 năm 1995 | Kitami                             | K. Endate, K. Watanabe                                 |
| 14048 -               | 1995 WS7     | 27 tháng 11 năm 1995 | Oizumi                             | T. Kobayashi                                           |
| 14049 -               | 1995 XH1     | 15 tháng 12 năm 1995 | Oizumi                             | T. Kobayashi                                           |
| 14050 -               | 1995 YH1     | 21 tháng 12 năm 1995 | Oizumi                             | T. Kobayashi                                           |
| 14051 -               | 1995 YY1     | 21 tháng 12 năm 1995 | Oizumi                             | T. Kobayashi                                           |
| 14052 -               | 1995 YH3     | 27 tháng 12 năm 1995 | Oizumi                             | T. Kobayashi                                           |
| 14053 -               | 1995 YS25    | 27 tháng 12 năm 1995 | Đài thiên văn Bergisch Gladbach    | W. Bickel                                              |
| 14054 Dušek           | 1996 AR      | 12 tháng 1 năm 1996  | Kleť                               | Kleť                                                   |
| 14055 -               | 1996 AS      | 10 tháng 1 năm 1996  | Oizumi                             | T. Kobayashi                                           |
| 14056 Kainar          | 1996 AO1     | 13 tháng 1 năm 1996  | Kleť                               | Kleť                                                   |
| 14057 Manfredstoll    | 1996 AV1     | 15 tháng 1 năm 1996  | Linz                               | E. Meyer, E. Obermair                                  |
| 14058 -               | 1996 AP15    | 14 tháng 1 năm 1996  | Xinglong                           | Chương trình tiểu hành tinh Bắc Kinh Schmidt CCD       |
| 14059 -               | 1996 BB2     | 25 tháng 1 năm 1996  | Oizumi                             | T. Kobayashi                                           |
| 14060 Patersonewen    | 1996 BM5     | 18 tháng 1 năm 1996  | Kitt Peak                          | Spacewatch                                             |
| 14061 -               | 1996 CT7     | 13 tháng 2 năm 1996  | Cima Ekar                          | U. Munari, M. Tombelli                                 |
| 14062 Cremaschini     | 1996 CR8     | 14 tháng 2 năm 1996  | Cima Ekar                          | U. Munari, M. Tombelli                                 |
| 14063 -               | 1996 DZ      | 21 tháng 2 năm 1996  | Oizumi                             | T. Kobayashi                                           |
| 14064 -               | 1996 DT3     | 16 tháng 2 năm 1996  | Caussols                           | E. W. Elst                                             |
| 14065 Flegel          | 1996 EY5     | 11 tháng 3 năm 1996  | Kitt Peak                          | Spacewatch                                             |
| 14066 -               | 1996 FA4     | 20 tháng 3 năm 1996  | Haleakala                          | AMOS                                                   |
| 14067 -               | 1996 GY17    | 15 tháng 4 năm 1996  | La Silla                           | E. W. Elst                                             |
| 14068 Hauserová       | 1996 HP1     | 21 tháng 4 năm 1996  | Kleť                               | J. Tichá, M. Tichý                                     |
| 14069 Krasheninnikov  | 1996 HP18    | 18 tháng 4 năm 1996  | La Silla                           | E. W. Elst                                             |
| 14070 -               | 1996 JC1     | 14 tháng 5 năm 1996  | Haleakala                          | NEAT                                                   |
| 14071 Gadabird        | 1996 JK13    | 11 tháng 5 năm 1996  | Kitt Peak                          | Spacewatch                                             |
| 14072 Volterra        | 1996 KN      | 21 tháng 5 năm 1996  | Prescott                           | P. G. Comba                                            |
| 14073 -               | 1996 KO1     | 17 tháng 5 năm 1996  | Xinglong                           | Chương trình tiểu hành tinh Bắc Kinh Schmidt CCD       |
| 14074 Riccati         | 1996 NS      | 11 tháng 7 năm 1996  | Bologna                            | Osservatorio San Vittore                               |
| 14075 Kenwill         | 1996 OJ      | 18 tháng 7 năm 1996  | Rand                               | G. R. Viscome                                          |
| 14076 -               | 1996 OO1     | 20 tháng 7 năm 1996  | Xinglong                           | Chương trình tiểu hành tinh Bắc Kinh Schmidt CCD       |
| 14077 Volfango        | 1996 PF1     | 9 tháng 8 năm 1996   | Stroncone                          | A. Vagnozzi                                            |
| 14078 -               | 1997 FQ3     | 31 tháng 3 năm 1997  | Socorro                            | LINEAR                                                 |
| 14079 -               | 1997 FV3     | 31 tháng 3 năm 1997  | Socorro                            | LINEAR                                                 |
| 14080 Heppenheim      | 1997 GB      | 1 tháng 4 năm 1997   | Starkenburg Observatory            | Starkenburg                                            |
| 14081 -               | 1997 GT18    | 3 tháng 4 năm 1997   | Socorro                            | LINEAR                                                 |
| 14082 -               | 1997 GK21    | 6 tháng 4 năm 1997   | Socorro                            | LINEAR                                                 |
| 14083 -               | 1997 GH22    | 6 tháng 4 năm 1997   | Socorro                            | LINEAR                                                 |
| 14084 -               | 1997 GX23    | 6 tháng 4 năm 1997   | Socorro                            | LINEAR                                                 |
| 14085 -               | 1997 GA37    | 3 tháng 4 năm 1997   | Socorro                            | LINEAR                                                 |
| 14086 -               | 1997 GC38    | 6 tháng 4 năm 1997   | Socorro                            | LINEAR                                                 |
| 14087 -               | 1997 HG10    | 30 tháng 4 năm 1997  | Socorro                            | LINEAR                                                 |
| 14088 Ancus           | 1997 JB10    | 3 tháng 5 năm 1997   | Colleverde                         | V. S. Casulli                                          |
| 14089 -               | 1997 JC14    | 8 tháng 5 năm 1997   | Xinglong                           | Chương trình tiểu hành tinh Bắc Kinh Schmidt CCD       |
| 14090 -               | 1997 MS3     | 28 tháng 6 năm 1997  | Socorro                            | LINEAR                                                 |
| 14091 -               | 1997 MQ4     | 28 tháng 6 năm 1997  | Socorro                            | LINEAR                                                 |
| 14092 Gaily           | 1997 MC8     | 29 tháng 6 năm 1997  | Kitt Peak                          | Spacewatch                                             |
| 14093 -               | 1997 OM      | 26 tháng 7 năm 1997  | Rand                               | G. R. Viscome                                          |
| 14094 Garneau         | 1997 OJ1     | 28 tháng 7 năm 1997  | Kitt Peak                          | Spacewatch                                             |
| 14095 -               | 1997 PE2     | 7 tháng 8 năm 1997   | Lake Clear                         | K. A. Williams                                         |
| 14096 -               | 1997 PC4     | 4 tháng 8 năm 1997   | Črni Vrh                           | H. Mikuž                                               |
| 14097 Capdepera       | 1997 PU4     | 11 tháng 8 năm 1997  | Majorca                            | À. López, R. Pacheco                                   |
| 14098 Šimek           | 1997 QS      | 24 tháng 8 năm 1997  | Modra                              | A. Galád, A. Pravda                                    |
| 14099 -               | 1997 RQ3     | 5 tháng 9 năm 1997   | Nachi-Katsuura                     | Y. Shimizu, T. Urata                                   |
| 14100 Weierstrass     | 1997 RQ5     | 8 tháng 9 năm 1997   | Prescott                           | P. G. Comba                                            |
| 14101–14200           |              |                      |                                    |                                                        |
| 14101 -               | 1997 SD1     | 19 tháng 9 năm 1997  | Xinglong                           | Chương trình tiểu hành tinh Bắc Kinh Schmidt CCD       |
| 14102 -               | 1997 SG25    | 29 tháng 9 năm 1997  | Nachi-Katsuura                     | Y. Shimizu, T. Urata                                   |
| 14103 -               | 1997 TC      | 1 tháng 10 năm 1997  | Sormano                            | P. Sicoli, A. Testa                                    |
| 14104 Delpino         | 1997 TV      | 2 tháng 10 năm 1997  | Sormano                            | V. Giuliani                                            |
| 14105 -               | 1997 TS17    | 6 tháng 10 năm 1997  | Kitami                             | K. Endate, K. Watanabe                                 |
| 14106 -               | 1997 UO24    | 27 tháng 10 năm 1997 | Đài thiên văn Bergisch Gladbach    | W. Bickel                                              |
| 14107 -               | 1997 VM5     | 8 tháng 11 năm 1997  | Oizumi                             | T. Kobayashi                                           |
| 14108 -               | 1998 OA13    | 26 tháng 7 năm 1998  | La Silla                           | E. W. Elst                                             |
| 14109 -               | 1998 OM14    | 26 tháng 7 năm 1998  | La Silla                           | E. W. Elst                                             |
| 14110 -               | 1998 QA23    | 17 tháng 8 năm 1998  | Socorro                            | LINEAR                                                 |
| 14111 Kimamos         | 1998 QA24    | 17 tháng 8 năm 1998  | Socorro                            | LINEAR                                                 |
| 14112 -               | 1998 QZ25    | 25 tháng 8 năm 1998  | Đài thiên văn Zvjezdarnica Višnjan | Đài thiên văn Zvjezdarnica Višnjan                     |
| 14113 -               | 1998 QD32    | 17 tháng 8 năm 1998  | Socorro                            | LINEAR                                                 |
| 14114 Randyray        | 1998 QE35    | 17 tháng 8 năm 1998  | Socorro                            | LINEAR                                                 |
| 14115 Melaas          | 1998 QO36    | 17 tháng 8 năm 1998  | Socorro                            | LINEAR                                                 |
| 14116 Ogea            | 1998 QC40    | 17 tháng 8 năm 1998  | Socorro                            | LINEAR                                                 |
| 14117 -               | 1998 QD42    | 17 tháng 8 năm 1998  | Socorro                            | LINEAR                                                 |
| 14118 -               | 1998 QF45    | 17 tháng 8 năm 1998  | Socorro                            | LINEAR                                                 |
| 14119 Johnprince      | 1998 QU46    | 17 tháng 8 năm 1998  | Socorro                            | LINEAR                                                 |
| 14120 Espenak         | 1998 QJ54    | 27 tháng 8 năm 1998  | Anderson Mesa                      | LONEOS                                                 |
| 14121 Stüwe           | 1998 QM54    | 27 tháng 8 năm 1998  | Anderson Mesa                      | LONEOS                                                 |
| 14122 Josties         | 1998 QA55    | 27 tháng 8 năm 1998  | Anderson Mesa                      | LONEOS                                                 |
| 14123 -               | 1998 QA56    | 29 tháng 8 năm 1998  | Đài thiên văn Zvjezdarnica Višnjan | Đài thiên văn Zvjezdarnica Višnjan                     |
| 14124 Kamil           | 1998 QN60    | 28 tháng 8 năm 1998  | Ondřejov                           | L. Šarounová                                           |
| 14125 -               | 1998 QT62    | 27 tháng 8 năm 1998  | Xinglong                           | Chương trình tiểu hành tinh Bắc Kinh Schmidt CCD       |
| 14126 -               | 1998 QZ90    | 28 tháng 8 năm 1998  | Socorro                            | LINEAR                                                 |
| 14127 -               | 1998 QA91    | 28 tháng 8 năm 1998  | Socorro                            | LINEAR                                                 |
| 14128 -               | 1998 QX92    | 28 tháng 8 năm 1998  | Socorro                            | LINEAR                                                 |
| 14129 Dibucci         | 1998 QO95    | 19 tháng 8 năm 1998  | Socorro                            | LINEAR                                                 |
| 14130 -               | 1998 QQ103   | 26 tháng 8 năm 1998  | La Silla                           | E. W. Elst                                             |
| 14131 -               | 1998 QN105   | 25 tháng 8 năm 1998  | La Silla                           | E. W. Elst                                             |
| 14132 -               | 1998 QB106   | 25 tháng 8 năm 1998  | La Silla                           | E. W. Elst                                             |
| 14133 -               | 1998 RJ17    | 14 tháng 9 năm 1998  | Socorro                            | LINEAR                                                 |
| 14134 Penkala         | 1998 RP42    | 14 tháng 9 năm 1998  | Socorro                            | LINEAR                                                 |
| 14135 Cynthialang     | 1998 RZ62    | 14 tháng 9 năm 1998  | Socorro                            | LINEAR                                                 |
| 14136 -               | 1998 RM67    | 14 tháng 9 năm 1998  | Socorro                            | LINEAR                                                 |
| 14137 -               | 1998 RB71    | 14 tháng 9 năm 1998  | Socorro                            | LINEAR                                                 |
| 14138 -               | 1998 RL71    | 14 tháng 9 năm 1998  | Socorro                            | LINEAR                                                 |
| 14139 -               | 1998 RX72    | 14 tháng 9 năm 1998  | Socorro                            | LINEAR                                                 |
| 14140 -               | 1998 RS73    | 14 tháng 9 năm 1998  | Socorro                            | LINEAR                                                 |
| 14141 Demeautis       | 1998 SR1     | 16 tháng 9 năm 1998  | Caussols                           | ODAS                                                   |
| 14142 -               | 1998 SG10    | 17 tháng 9 năm 1998  | Caussols                           | ODAS                                                   |
| 14143 Hadfield        | 1998 SQ18    | 18 tháng 9 năm 1998  | Kitt Peak                          | Spacewatch                                             |
| 14144 -               | 1998 SQ22    | 23 tháng 9 năm 1998  | Đài thiên văn Zvjezdarnica Višnjan | Đài thiên văn Zvjezdarnica Višnjan                     |
| 14145 Sciam           | 1998 SE24    | 17 tháng 9 năm 1998  | Anderson Mesa                      | LONEOS                                                 |
| 14146 Hughmaclean     | 1998 SP42    | 28 tháng 9 năm 1998  | Kitt Peak                          | Spacewatch                                             |
| 14147 Wenlingshuguang | 1998 SG43    | 23 tháng 9 năm 1998  | Xinglong                           | Chương trình tiểu hành tinh Bắc Kinh Schmidt CCD       |
| 14148 Jimchamberlin   | 1998 SO45    | 25 tháng 9 năm 1998  | Kitt Peak                          | Spacewatch                                             |
| 14149 Yakowitz        | 1998 SF61    | 17 tháng 9 năm 1998  | Anderson Mesa                      | LONEOS                                                 |
| 14150 -               | 1998 SQ65    | 20 tháng 9 năm 1998  | La Silla                           | E. W. Elst                                             |
| 14151 -               | 1998 SJ73    | 21 tháng 9 năm 1998  | La Silla                           | E. W. Elst                                             |
| 14152 -               | 1998 SV73    | 21 tháng 9 năm 1998  | La Silla                           | E. W. Elst                                             |
| 14153 Dianecaplain    | 1998 SA80    | 16 tháng 9 năm 1998  | Socorro                            | LINEAR                                                 |
| 14154 Negrelli        | 1998 SZ106   | 16 tháng 9 năm 1998  | Socorro                            | LINEAR                                                 |
| 14155 Cibronen        | 1998 SK122   | 16 tháng 9 năm 1998  | Socorro                            | LINEAR                                                 |
| 14156 -               | 1998 SV131   | 16 tháng 9 năm 1998  | Socorro                            | LINEAR                                                 |
| 14157 Pamelasobey     | 1998 SA133   | 16 tháng 9 năm 1998  | Socorro                            | LINEAR                                                 |
| 14158 Alananderson    | 1998 SZ133   | 16 tháng 9 năm 1998  | Socorro                            | LINEAR                                                 |
| 14159 -               | 1998 SV141   | 16 tháng 9 năm 1998  | Socorro                            | LINEAR                                                 |
| 14160 -               | 1998 SB144   | 18 tháng 9 năm 1998  | La Silla                           | E. W. Elst                                             |
| 14161 -               | 1998 SO145   | 20 tháng 9 năm 1998  | La Silla                           | E. W. Elst                                             |
| 14162 -               | 1998 TV1     | 14 tháng 10 năm 1998 | Đài thiên văn Zvjezdarnica Višnjan | K. Korlević                                            |
| 14163 Johnchapman     | 1998 TY20    | 13 tháng 10 năm 1998 | Kitt Peak                          | Spacewatch                                             |
| 14164 Hennigar        | 1998 TH29    | 15 tháng 10 năm 1998 | Kitt Peak                          | Spacewatch                                             |
| 14165 -               | 1998 UZ      | 19 tháng 10 năm 1998 | Zeno                               | T. Stafford                                            |
| 14166 -               | 1998 UZ6     | 21 tháng 10 năm 1998 | Đài thiên văn Zvjezdarnica Višnjan | K. Korlević                                            |
| 14167 -               | 1998 UL8     | 24 tháng 10 năm 1998 | Oizumi                             | T. Kobayashi                                           |
| 14168 -               | 1998 UR15    | 23 tháng 10 năm 1998 | Đài thiên văn Zvjezdarnica Višnjan | K. Korlević                                            |
| 14169 -               | 1998 UZ24    | 25 tháng 10 năm 1998 | Woomera                            | F. B. Zoltowski                                        |
| 14170 -               | 1998 VF6     | 11 tháng 11 năm 1998 | Nachi-Katsuura                     | Y. Shimizu, T. Urata                                   |
| 14171 -               | 1998 VO6     | 11 tháng 11 năm 1998 | Nachi-Katsuura                     | Y. Shimizu, T. Urata                                   |
| 14172 Amanolivere     | 1998 VN8     | 10 tháng 11 năm 1998 | Socorro                            | LINEAR                                                 |
| 14173 -               | 1998 VL9     | 10 tháng 11 năm 1998 | Socorro                            | LINEAR                                                 |
| 14174 Deborahsmall    | 1998 VO13    | 10 tháng 11 năm 1998 | Socorro                            | LINEAR                                                 |
| 14175 -               | 1998 VO18    | 10 tháng 11 năm 1998 | Socorro                            | LINEAR                                                 |
| 14176 -               | 1998 VB28    | 10 tháng 11 năm 1998 | Socorro                            | LINEAR                                                 |
| 14177 -               | 1998 VU29    | 10 tháng 11 năm 1998 | Socorro                            | LINEAR                                                 |
| 14178 -               | 1998 VK30    | 10 tháng 11 năm 1998 | Socorro                            | LINEAR                                                 |
| 14179 Skinner         | 1998 VM32    | 15 tháng 11 năm 1998 | Cocoa                              | I. P. Griffin                                          |
| 14180 -               | 1998 WY5     | 20 tháng 11 năm 1998 | Oizumi                             | T. Kobayashi                                           |
| 14181 Koromházi       | 1998 WX6     | 20 tháng 11 năm 1998 | Piszkéstető                        | K. Sárneczky, L. Kiss                                  |
| 14182 Alley           | 1998 WG12    | 21 tháng 11 năm 1998 | Socorro                            | LINEAR                                                 |
| 14183 -               | 1998 WA18    | 21 tháng 11 năm 1998 | Socorro                            | LINEAR                                                 |
| 14184 -               | 1998 WA32    | 21 tháng 11 năm 1998 | Socorro                            | LINEAR                                                 |
| 14185 Van Ness        | 1998 WK32    | 21 tháng 11 năm 1998 | Anderson Mesa                      | LONEOS                                                 |
| 14186 Virgiliofos     | 1998 XP2     | 7 tháng 12 năm 1998  | Pian dei Termini                   | A. Boattini, L. Tesi                                   |
| 14187 -               | 1998 XS9     | 14 tháng 12 năm 1998 | Đài thiên văn Zvjezdarnica Višnjan | K. Korlević                                            |
| 14188 -               | 1998 XP11    | 13 tháng 12 năm 1998 | Oizumi                             | T. Kobayashi                                           |
| 14189 Sèvre           | 1998 XB14    | 15 tháng 12 năm 1998 | Caussols                           | ODAS                                                   |
| 14190 Soldán          | 1998 XS15    | 15 tháng 12 năm 1998 | Kleť                               | M. Tichý, Z. Moravec                                   |
| 14191 -               | 1998 XR28    | 14 tháng 12 năm 1998 | Socorro                            | LINEAR                                                 |
| 14192 -               | 1998 XA33    | 14 tháng 12 năm 1998 | Socorro                            | LINEAR                                                 |
| 14193 -               | 1998 XZ40    | 14 tháng 12 năm 1998 | Socorro                            | LINEAR                                                 |
| 14194 -               | 1998 XU50    | 14 tháng 12 năm 1998 | Socorro                            | LINEAR                                                 |
| 14195 -               | 1998 XD51    | 14 tháng 12 năm 1998 | Socorro                            | LINEAR                                                 |
| 14196 -               | 1998 XH59    | 15 tháng 12 năm 1998 | Socorro                            | LINEAR                                                 |
| 14197 -               | 1998 XK72    | 14 tháng 12 năm 1998 | Socorro                            | LINEAR                                                 |
| 14198 -               | 1998 XZ73    | 14 tháng 12 năm 1998 | Socorro                            | LINEAR                                                 |
| 14199 -               | 1998 XV77    | 15 tháng 12 năm 1998 | Socorro                            | LINEAR                                                 |
| 14200 -               | 1998 XY77    | 15 tháng 12 năm 1998 | Socorro                            | LINEAR                                                 |
| 14201–14300           |              |                      |                                    |                                                        |
| 14201 -               | 1998 XR92    | 15 tháng 12 năm 1998 | Socorro                            | LINEAR                                                 |
| 14202 -               | 1998 YF3     | 17 tháng 12 năm 1998 | Oizumi                             | T. Kobayashi                                           |
| 14203 Hocking         | 1998 YT20    | 25 tháng 12 năm 1998 | Kitt Peak                          | Spacewatch                                             |
| 14204 -               | 1999 AM20    | 12 tháng 1 năm 1999  | Woomera                            | F. B. Zoltowski                                        |
| 14205 -               | 1999 BC4     | 18 tháng 1 năm 1999  | Gekko                              | T. Kagawa                                              |
| 14206 Sehnal          | 1999 CL10    | 15 tháng 2 năm 1999  | Kleť                               | M. Tichý, Z. Moravec                                   |
| 14207 -               | 1999 CS18    | 10 tháng 2 năm 1999  | Socorro                            | LINEAR                                                 |
| 14208 -               | 1999 CR64    | 12 tháng 2 năm 1999  | Socorro                            | LINEAR                                                 |
| 14209 -               | 1999 CV81    | 12 tháng 2 năm 1999  | Socorro                            | LINEAR                                                 |
| 14210 -               | 1999 CO99    | 10 tháng 2 năm 1999  | Socorro                            | LINEAR                                                 |
| 14211 -               | 1999 NT1     | 12 tháng 7 năm 1999  | Socorro                            | LINEAR                                                 |
| 14212 -               | 1999 NW39    | 14 tháng 7 năm 1999  | Socorro                            | LINEAR                                                 |
| 14213 -               | 1999 NX54    | 12 tháng 7 năm 1999  | Socorro                            | LINEAR                                                 |
| 14214 Hirsch          | 1999 RP86    | 7 tháng 9 năm 1999   | Socorro                            | LINEAR                                                 |
| 14215 -               | 1999 TV6     | 6 tháng 10 năm 1999  | Đài thiên văn Zvjezdarnica Višnjan | K. Korlević, M. Jurić                                  |
| 14216 -               | 1999 VW1     | 4 tháng 11 năm 1999  | Gekko                              | T. Kagawa                                              |
| 14217 Oaxaca          | 1999 VV19    | 10 tháng 11 năm 1999 | Oaxaca                             | J. M. Roe                                              |
| 14218 -               | 1999 VS30    | 3 tháng 11 năm 1999  | Socorro                            | LINEAR                                                 |
| 14219 -               | 1999 VY77    | 3 tháng 11 năm 1999  | Socorro                            | LINEAR                                                 |
| 14220 -               | 1999 VE115   | 9 tháng 11 năm 1999  | Catalina                           | CSS                                                    |
| 14221 -               | 1999 WL      | 16 tháng 11 năm 1999 | Oizumi                             | T. Kobayashi                                           |
| 14222 -               | 1999 WS1     | 25 tháng 11 năm 1999 | Đài thiên văn Zvjezdarnica Višnjan | K. Korlević                                            |
| 14223 Dolby           | 1999 XW1     | 3 tháng 12 năm 1999  | Fountain Hills                     | C. W. Juels                                            |
| 14224 Gaede           | 1999 XU33    | 6 tháng 12 năm 1999  | Socorro                            | LINEAR                                                 |
| 14225 Alisahamilton   | 1999 XZ49    | 7 tháng 12 năm 1999  | Socorro                            | LINEAR                                                 |
| 14226 Hamura          | 1999 XR50    | 7 tháng 12 năm 1999  | Socorro                            | LINEAR                                                 |
| 14227 -               | 1999 XW85    | 7 tháng 12 năm 1999  | Socorro                            | LINEAR                                                 |
| 14228 -               | 1999 XQ88    | 7 tháng 12 năm 1999  | Socorro                            | LINEAR                                                 |
| 14229 -               | 1999 XV94    | 7 tháng 12 năm 1999  | Socorro                            | LINEAR                                                 |
| 14230 Mariahines      | 1999 XF100   | 7 tháng 12 năm 1999  | Socorro                            | LINEAR                                                 |
| 14231 -               | 1999 XD102   | 7 tháng 12 năm 1999  | Socorro                            | LINEAR                                                 |
| 14232 -               | 1999 XJ120   | 5 tháng 12 năm 1999  | Catalina                           | CSS                                                    |
| 14233 -               | 1999 XM169   | 10 tháng 12 năm 1999 | Socorro                            | LINEAR                                                 |
| 14234 Davidhoover     | 1999 XZ182   | 12 tháng 12 năm 1999 | Socorro                            | LINEAR                                                 |
| 14235 -               | 1999 XA187   | 12 tháng 12 năm 1999 | Socorro                            | LINEAR                                                 |
| 14236 -               | 1999 XZ200   | 12 tháng 12 năm 1999 | Socorro                            | LINEAR                                                 |
| 14237 -               | 1999 YU9     | 31 tháng 12 năm 1999 | Oizumi                             | T. Kobayashi                                           |
| 14238 d'Artagnan      | 1999 YX13    | 31 tháng 12 năm 1999 | Fountain Hills                     | C. W. Juels                                            |
| 14239 -               | 2000 AL2     | 3 tháng 1 năm 2000   | Oizumi                             | T. Kobayashi                                           |
| 14240 -               | 2000 AP2     | 3 tháng 1 năm 2000   | Oizumi                             | T. Kobayashi                                           |
| 14241 -               | 2000 AO5     | 5 tháng 1 năm 2000   | Đài thiên văn Zvjezdarnica Višnjan | K. Korlević                                            |
| 14242 -               | 2000 AE25    | 3 tháng 1 năm 2000   | Socorro                            | LINEAR                                                 |
| 14243 -               | 2000 AH29    | 3 tháng 1 năm 2000   | Socorro                            | LINEAR                                                 |
| 14244 Labnow          | 2000 AT29    | 3 tháng 1 năm 2000   | Socorro                            | LINEAR                                                 |
| 14245 -               | 2000 AS31    | 3 tháng 1 năm 2000   | Socorro                            | LINEAR                                                 |
| 14246 -               | 2000 AN50    | 6 tháng 1 năm 2000   | Đài thiên văn Zvjezdarnica Višnjan | K. Korlević                                            |
| 14247 -               | 2000 AV55    | 4 tháng 1 năm 2000   | Socorro                            | LINEAR                                                 |
| 14248 -               | 2000 AF56    | 4 tháng 1 năm 2000   | Socorro                            | LINEAR                                                 |
| 14249 -               | 2000 AW57    | 4 tháng 1 năm 2000   | Socorro                            | LINEAR                                                 |
| 14250 Kathleenmartin  | 2000 AJ63    | 4 tháng 1 năm 2000   | Socorro                            | LINEAR                                                 |
| 14251 -               | 2000 AX63    | 4 tháng 1 năm 2000   | Socorro                            | LINEAR                                                 |
| 14252 Audreymeyer     | 2000 AD64    | 4 tháng 1 năm 2000   | Socorro                            | LINEAR                                                 |
| 14253 -               | 2000 AL64    | 4 tháng 1 năm 2000   | Socorro                            | LINEAR                                                 |
| 14254 -               | 2000 AT64    | 4 tháng 1 năm 2000   | Socorro                            | LINEAR                                                 |
| 14255 -               | 2000 AS70    | 5 tháng 1 năm 2000   | Socorro                            | LINEAR                                                 |
| 14256 -               | 2000 AA96    | 4 tháng 1 năm 2000   | Socorro                            | LINEAR                                                 |
| 14257 -               | 2000 AR97    | 4 tháng 1 năm 2000   | Socorro                            | LINEAR                                                 |
| 14258 Katrinaminck    | 2000 AM116   | 5 tháng 1 năm 2000   | Socorro                            | LINEAR                                                 |
| 14259 -               | 2000 AQ117   | 5 tháng 1 năm 2000   | Socorro                            | LINEAR                                                 |
| 14260 -               | 2000 AF119   | 5 tháng 1 năm 2000   | Socorro                            | LINEAR                                                 |
| 14261 -               | 2000 AB121   | 5 tháng 1 năm 2000   | Socorro                            | LINEAR                                                 |
| 14262 Kratzer         | 2000 AC125   | 5 tháng 1 năm 2000   | Socorro                            | LINEAR                                                 |
| 14263 -               | 2000 AA127   | 5 tháng 1 năm 2000   | Socorro                            | LINEAR                                                 |
| 14264 -               | 2000 AH142   | 5 tháng 1 năm 2000   | Socorro                            | LINEAR                                                 |
| 14265 -               | 2000 AV142   | 5 tháng 1 năm 2000   | Socorro                            | LINEAR                                                 |
| 14266 -               | 2000 AG143   | 5 tháng 1 năm 2000   | Socorro                            | LINEAR                                                 |
| 14267 Zook            | 2000 AJ153   | 6 tháng 1 năm 2000   | Anderson Mesa                      | LONEOS                                                 |
| 14268 -               | 2000 AK156   | 3 tháng 1 năm 2000   | Socorro                            | LINEAR                                                 |
| 14269 -               | 2000 AH182   | 7 tháng 1 năm 2000   | Socorro                            | LINEAR                                                 |
| 14270 -               | 2000 AB189   | 8 tháng 1 năm 2000   | Socorro                            | LINEAR                                                 |
| 14271 -               | 2000 AN233   | 4 tháng 1 năm 2000   | Socorro                            | LINEAR                                                 |
| 14272 -               | 2000 AZ234   | 5 tháng 1 năm 2000   | Socorro                            | LINEAR                                                 |
| 14273 -               | 2000 BY14    | 31 tháng 1 năm 2000  | Oizumi                             | T. Kobayashi                                           |
| 14274 Landstreet      | 2000 BL21    | 29 tháng 1 năm 2000  | Kitt Peak                          | Spacewatch                                             |
| 14275 Dianemurray     | 2000 BR26    | 30 tháng 1 năm 2000  | Socorro                            | LINEAR                                                 |
| 14276 -               | 2000 CF2     | 2 tháng 2 năm 2000   | Oizumi                             | T. Kobayashi                                           |
| 14277 Parsa           | 2000 CS13    | 2 tháng 2 năm 2000   | Socorro                            | LINEAR                                                 |
| 14278 Perrenot        | 2000 CV29    | 2 tháng 2 năm 2000   | Socorro                            | LINEAR                                                 |
| 14279 -               | 2000 CD65    | 3 tháng 2 năm 2000   | Socorro                            | LINEAR                                                 |
| 14280 -               | 2000 CN72    | 6 tháng 2 năm 2000   | Đài thiên văn Zvjezdarnica Višnjan | K. Korlević                                            |
| 14281 -               | 2000 CR92    | 6 tháng 2 năm 2000   | Socorro                            | LINEAR                                                 |
| 14282 Cruijff         | 2097 P-L     | 24 tháng 9 năm 1960  | Palomar                            | C. J. van Houten, I. van Houten-Groeneveld, T. Gehrels |
| 14283 -               | 2206 P-L     | 24 tháng 9 năm 1960  | Palomar                            | C. J. van Houten, I. van Houten-Groeneveld, T. Gehrels |
| 14284 -               | 2530 P-L     | 24 tháng 9 năm 1960  | Palomar                            | C. J. van Houten, I. van Houten-Groeneveld, T. Gehrels |
| 14285 -               | 2566 P-L     | 24 tháng 9 năm 1960  | Palomar                            | C. J. van Houten, I. van Houten-Groeneveld, T. Gehrels |
| 14286 -               | 2577 P-L     | 24 tháng 9 năm 1960  | Palomar                            | C. J. van Houten, I. van Houten-Groeneveld, T. Gehrels |
| 14287 -               | 2777 P-L     | 24 tháng 9 năm 1960  | Palomar                            | C. J. van Houten, I. van Houten-Groeneveld, T. Gehrels |
| 14288 -               | 2796 P-L     | 16 tháng 9 năm 1960  | Palomar                            | C. J. van Houten, I. van Houten-Groeneveld, T. Gehrels |
| 14289 -               | 4648 P-L     | 24 tháng 9 năm 1960  | Palomar                            | C. J. van Houten, I. van Houten-Groeneveld, T. Gehrels |
| 14290 -               | 9072 P-L     | 17 tháng 10 năm 1960 | Palomar                            | C. J. van Houten, I. van Houten-Groeneveld, T. Gehrels |
| 14291 -               | 1104 T-1     | 25 tháng 3 năm 1971  | Palomar                            | C. J. van Houten, I. van Houten-Groeneveld, T. Gehrels |
| 14292 -               | 1148 T-1     | 25 tháng 3 năm 1971  | Palomar                            | C. J. van Houten, I. van Houten-Groeneveld, T. Gehrels |
| 14293 -               | 2307 T-1     | 25 tháng 3 năm 1971  | Palomar                            | C. J. van Houten, I. van Houten-Groeneveld, T. Gehrels |
| 14294 -               | 3306 T-1     | 26 tháng 3 năm 1971  | Palomar                            | C. J. van Houten, I. van Houten-Groeneveld, T. Gehrels |
| 14295 -               | 4161 T-1     | 26 tháng 3 năm 1971  | Palomar                            | C. J. van Houten, I. van Houten-Groeneveld, T. Gehrels |
| 14296 -               | 4298 T-1     | 26 tháng 3 năm 1971  | Palomar                            | C. J. van Houten, I. van Houten-Groeneveld, T. Gehrels |
| 14297 -               | 2124 T-2     | 29 tháng 9 năm 1973  | Palomar                            | C. J. van Houten, I. van Houten-Groeneveld, T. Gehrels |
| 14298 -               | 2144 T-2     | 29 tháng 9 năm 1973  | Palomar                            | C. J. van Houten, I. van Houten-Groeneveld, T. Gehrels |
| 14299 -               | 3162 T-2     | 30 tháng 9 năm 1973  | Palomar                            | C. J. van Houten, I. van Houten-Groeneveld, T. Gehrels |
| 14300 -               | 3336 T-2     | 25 tháng 9 năm 1973  | Palomar                            | C. J. van Houten, I. van Houten-Groeneveld, T. Gehrels |
| 14301–14400           |              |                      |                                    |                                                        |
| 14301 -               | 5205 T-2     | 25 tháng 9 năm 1973  | Palomar                            | C. J. van Houten, I. van Houten-Groeneveld, T. Gehrels |
| 14302 -               | 5482 T-2     | 30 tháng 9 năm 1973  | Palomar                            | C. J. van Houten, I. van Houten-Groeneveld, T. Gehrels |
| 14303 -               | 1144 T-3     | 17 tháng 10 năm 1977 | Palomar                            | C. J. van Houten, I. van Houten-Groeneveld, T. Gehrels |
| 14304 -               | 3417 T-3     | 16 tháng 10 năm 1977 | Palomar                            | C. J. van Houten, I. van Houten-Groeneveld, T. Gehrels |
| 14305 -               | 3437 T-3     | 16 tháng 10 năm 1977 | Palomar                            | C. J. van Houten, I. van Houten-Groeneveld, T. Gehrels |
| 14306 -               | 4327 T-3     | 16 tháng 10 năm 1977 | Palomar                            | C. J. van Houten, I. van Houten-Groeneveld, T. Gehrels |
| 14307 -               | 4336 T-3     | 16 tháng 10 năm 1977 | Palomar                            | C. J. van Houten, I. van Houten-Groeneveld, T. Gehrels |
| 14308 -               | 5193 T-3     | 16 tháng 10 năm 1977 | Palomar                            | C. J. van Houten, I. van Houten-Groeneveld, T. Gehrels |
| 14309 Defoy           | A908 SA      | 22 tháng 9 năm 1908  | Vienna                             | J. Palisa                                              |
| 14310 Shuttleworth    | 1966 PP      | 7 tháng 8 năm 1966   | Bloemfontein                       | Boyden Observatory                                     |
| 14311 -               | 1971 UK1     | 16 tháng 10 năm 1971 | Hamburg-Bergedorf                  | L. Kohoutek                                            |
| 14312 Polytech        | 1976 UN2     | 16 tháng 10 năm 1976 | Nauchnij                           | T. M. Smirnova                                         |
| 14313 Dodaira         | 1976 UZ7     | 22 tháng 10 năm 1976 | Kiso                               | H. Kosai, K. Hurukawa                                  |
| 14314 Tokigawa        | 1977 DQ3     | 18 tháng 2 năm 1977  | Kiso                               | H. Kosai, K. Hurukawa                                  |
| 14315 Ogawamachi      | 1977 EL5     | 12 tháng 3 năm 1977  | Kiso                               | H. Kosai, K. Hurukawa                                  |
| 14316 Higashichichibu | 1977 ES7     | 12 tháng 3 năm 1977  | Kiso                               | H. Kosai, K. Hurukawa                                  |
| 14317 Antonov         | 1978 PC3     | 8 tháng 8 năm 1978   | Nauchnij                           | N. S. Chernykh                                         |
| 14318 Buzinov         | 1978 SD3     | 16 tháng 9 năm 1978  | Nauchnij                           | L. V. Zhuravleva                                       |
| 14319 -               | 1978 US5     | 27 tháng 10 năm 1978 | Palomar                            | C. M. Olmstead                                         |
| 14320 -               | 1978 UV7     | 27 tháng 10 năm 1978 | Palomar                            | C. M. Olmstead                                         |
| 14321 -               | 1978 VT9     | 7 tháng 11 năm 1978  | Palomar                            | E. F. Helin, S. J. Bus                                 |
| 14322 Shakura         | 1978 YM      | 22 tháng 12 năm 1978 | Nauchnij                           | N. S. Chernykh                                         |
| 14323 -               | 1979 MV1     | 25 tháng 6 năm 1979  | Siding Spring                      | E. F. Helin, S. J. Bus                                 |
| 14324 -               | 1979 MK6     | 25 tháng 6 năm 1979  | Siding Spring                      | E. F. Helin, S. J. Bus                                 |
| 14325 -               | 1979 MM6     | 25 tháng 6 năm 1979  | Siding Spring                      | E. F. Helin, S. J. Bus                                 |
| 14326 -               | 1980 BA      | 21 tháng 1 năm 1980  | Harvard Observatory                | Harvard Observatory                                    |
| 14327 Lemke           | 1980 FE2     | 16 tháng 3 năm 1980  | La Silla                           | C.-I. Lagerkvist                                       |
| 14328 -               | 1980 VH      | 8 tháng 11 năm 1980  | Anderson Mesa                      | E. Bowell                                              |
| 14329 -               | 1981 EY10    | 1 tháng 3 năm 1981   | Siding Spring                      | S. J. Bus                                              |
| 14330 -               | 1981 EG21    | 2 tháng 3 năm 1981   | Siding Spring                      | S. J. Bus                                              |
| 14331 -               | 1981 EC26    | 2 tháng 3 năm 1981   | Siding Spring                      | S. J. Bus                                              |
| 14332 -               | 1981 EX26    | 2 tháng 3 năm 1981   | Siding Spring                      | S. J. Bus                                              |
| 14333 -               | 1981 ED34    | 1 tháng 3 năm 1981   | Siding Spring                      | S. J. Bus                                              |
| 14334 -               | 1981 EE38    | 1 tháng 3 năm 1981   | Siding Spring                      | S. J. Bus                                              |
| 14335 Alexosipov      | 1981 RR3     | 3 tháng 9 năm 1981   | Nauchnij                           | N. S. Chernykh                                         |
| 14336 -               | 1981 UU29    | 24 tháng 10 năm 1981 | Palomar                            | S. J. Bus                                              |
| 14337 -               | 1981 WJ9     | 16 tháng 11 năm 1981 | Bickley                            | Perth Observatory                                      |
| 14338 Shibakoukan     | 1982 VP3     | 14 tháng 11 năm 1982 | Kiso                               | H. Kosai, K. Hurukawa                                  |
| 14339 Knorre          | 1983 GU      | 10 tháng 4 năm 1983  | Nauchnij                           | L. I. Chernykh                                         |
| 14340 -               | 1983 RQ3     | 2 tháng 9 năm 1983   | La Silla                           | H. Debehogne                                           |
| 14341 -               | 1983 RV3     | 4 tháng 9 năm 1983   | La Silla                           | H. Debehogne                                           |
| 14342 Iglika          | 1984 SL      | 23 tháng 9 năm 1984  | Smolyan                            | Bulgarian National Observatory                         |
| 14343 -               | 1984 SM5     | 18 tháng 9 năm 1984  | La Silla                           | H. Debehogne                                           |
| 14344 -               | 1985 CP2     | 15 tháng 2 năm 1985  | La Silla                           | H. Debehogne                                           |
| 14345 -               | 1985 PO      | 14 tháng 8 năm 1985  | Anderson Mesa                      | E. Bowell                                              |
| 14346 Zhilyaev        | 1985 QG5     | 23 tháng 8 năm 1985  | Nauchnij                           | N. S. Chernykh                                         |
| 14347 -               | 1985 RL4     | 11 tháng 9 năm 1985  | La Silla                           | H. Debehogne                                           |
| 14348 -               | 1985 UO3     | 20 tháng 10 năm 1985 | Kvistaberg                         | C.-I. Lagerkvist                                       |
| 14349 Nikitamikhalkov | 1985 UQ4     | 22 tháng 10 năm 1985 | Nauchnij                           | L. V. Zhuravleva                                       |
| 14350 -               | 1985 VA1     | 1 tháng 11 năm 1985  | La Silla                           | R. M. West                                             |
| 14351 -               | 1986 RF3     | 6 tháng 9 năm 1986   | Anderson Mesa                      | E. Bowell                                              |
| 14352 -               | 1987 DK6     | 23 tháng 2 năm 1987  | La Silla                           | H. Debehogne                                           |
| 14353 -               | 1987 DN6     | 23 tháng 2 năm 1987  | La Silla                           | H. Debehogne                                           |
| 14354 Kolesnikov      | 1987 QX7     | 21 tháng 8 năm 1987  | La Silla                           | E. W. Elst                                             |
| 14355 -               | 1987 SL5     | 30 tháng 9 năm 1987  | Đài thiên văn Brorfelde            | P. Jensen                                              |
| 14356 -               | 1987 SF6     | 21 tháng 9 năm 1987  | Kleť                               | Z. Vávrová                                             |
| 14357 -               | 1987 UR      | 22 tháng 10 năm 1987 | Toyota                             | K. Suzuki, T. Urata                                    |
| 14358 -               | 1988 BY3     | 19 tháng 1 năm 1988  | La Silla                           | H. Debehogne                                           |
| 14359 -               | 1988 CU1     | 11 tháng 2 năm 1988  | La Silla                           | E. W. Elst                                             |
| 14360 Ipatov          | 1988 CV4     | 13 tháng 2 năm 1988  | La Silla                           | E. W. Elst                                             |
| 14361 Boscovich       | 1988 DE      | 17 tháng 2 năm 1988  | Bologna                            | Osservatorio San Vittore                               |
| 14362 -               | 1988 MH      | 16 tháng 6 năm 1988  | Palomar                            | E. F. Helin                                            |
| 14363 -               | 1988 RB2     | 8 tháng 9 năm 1988   | Kleť                               | A. Mrkos                                               |
| 14364 -               | 1988 RM2     | 8 tháng 9 năm 1988   | Đài thiên văn Brorfelde            | P. Jensen                                              |
| 14365 Jeanpaul        | 1988 RZ2     | 8 tháng 9 năm 1988   | Tautenburg Observatory             | F. Börngen                                             |
| 14366 Wilhelmraabe    | 1988 RX3     | 8 tháng 9 năm 1988   | Tautenburg Observatory             | F. Börngen                                             |
| 14367 Hippokrates     | 1988 RY3     | 8 tháng 9 năm 1988   | Tautenburg Observatory             | F. Börngen                                             |
| 14368 -               | 1988 TK      | 3 tháng 10 năm 1988  | Kushiro                            | S. Ueda, H. Kaneda                                     |
| 14369 -               | 1988 UV      | 18 tháng 10 năm 1988 | Kushiro                            | S. Ueda, H. Kaneda                                     |
| 14370 -               | 1988 VR2     | 12 tháng 11 năm 1988 | Palomar                            | E. F. Helin                                            |
| 14371 -               | 1988 XX2     | 12 tháng 12 năm 1988 | Đài thiên văn Brorfelde            | P. Jensen                                              |
| 14372 Paulgerhardt    | 1989 AD6     | 9 tháng 1 năm 1989   | Tautenburg Observatory             | F. Börngen                                             |
| 14373 -               | 1989 LT      | 3 tháng 6 năm 1989   | Palomar                            | E. F. Helin                                            |
| 14374 -               | 1989 SA      | 21 tháng 9 năm 1989  | Siding Spring                      | R. H. McNaught                                         |
| 14375 -               | 1989 SU      | 29 tháng 9 năm 1989  | Kushiro                            | S. Ueda, H. Kaneda                                     |
| 14376 -               | 1989 ST10    | 28 tháng 9 năm 1989  | La Silla                           | H. Debehogne                                           |
| 14377 -               | 1989 TX2     | 7 tháng 10 năm 1989  | La Silla                           | E. W. Elst                                             |
| 14378 -               | 1989 TA16    | 4 tháng 10 năm 1989  | La Silla                           | H. Debehogne                                           |
| 14379 -               | 1989 UM4     | 22 tháng 10 năm 1989 | Kleť                               | A. Mrkos                                               |
| 14380 -               | 1989 UC6     | 30 tháng 10 năm 1989 | Cerro Tololo                       | S. J. Bus                                              |
| 14381 -               | 1990 CE      | 1 tháng 2 năm 1990   | Dynic                              | A. Sugie                                               |
| 14382 Woszczyk        | 1990 ES6     | 2 tháng 3 năm 1990   | La Silla                           | H. Debehogne                                           |
| 14383 -               | 1990 OY3     | 27 tháng 7 năm 1990  | Palomar                            | H. E. Holt                                             |
| 14384 -               | 1990 OH4     | 24 tháng 7 năm 1990  | Palomar                            | H. E. Holt                                             |
| 14385 -               | 1990 QG1     | 22 tháng 8 năm 1990  | Palomar                            | H. E. Holt                                             |
| 14386 -               | 1990 QN2     | 22 tháng 8 năm 1990  | Palomar                            | H. E. Holt                                             |
| 14387 -               | 1990 QE5     | 25 tháng 8 năm 1990  | Palomar                            | H. E. Holt                                             |
| 14388 -               | 1990 QO5     | 29 tháng 8 năm 1990  | Palomar                            | H. E. Holt                                             |
| 14389 -               | 1990 QR5     | 26 tháng 8 năm 1990  | Palomar                            | H. E. Holt                                             |
| 14390 -               | 1990 QP10    | 26 tháng 8 năm 1990  | Palomar                            | H. E. Holt                                             |
| 14391 -               | 1990 RE2     | 14 tháng 9 năm 1990  | Palomar                            | H. E. Holt                                             |
| 14392 -               | 1990 RS6     | 11 tháng 9 năm 1990  | La Silla                           | H. Debehogne                                           |
| 14393 -               | 1990 SX6     | 22 tháng 9 năm 1990  | La Silla                           | E. W. Elst                                             |
| 14394 -               | 1990 SP15    | 18 tháng 9 năm 1990  | Palomar                            | H. E. Holt                                             |
| 14395 Tommorgan       | 1990 TN3     | 15 tháng 10 năm 1990 | Palomar                            | E. F. Helin                                            |
| 14396 -               | 1990 UX4     | 16 tháng 10 năm 1990 | La Silla                           | E. W. Elst                                             |
| 14397 -               | 1990 VS4     | 15 tháng 11 năm 1990 | La Silla                           | E. W. Elst                                             |
| 14398 -               | 1990 VT6     | 14 tháng 11 năm 1990 | La Silla                           | E. W. Elst                                             |
| 14399 -               | 1990 WN4     | 16 tháng 11 năm 1990 | La Silla                           | E. W. Elst                                             |
| 14400 Baudot          | 1990 WO4     | 16 tháng 11 năm 1990 | La Silla                           | E. W. Elst                                             |
| 14401–14500           |              |                      |                                    |                                                        |
| 14401 -               | 1990 XV      | 15 tháng 12 năm 1990 | Kitami                             | K. Endate, K. Watanabe                                 |
| 14402 -               | 1991 DB      | 18 tháng 2 năm 1991  | Palomar                            | E. F. Helin                                            |
| 14403 -               | 1991 GM8     | 8 tháng 4 năm 1991   | La Silla                           | E. W. Elst                                             |
| 14404 -               | 1991 NQ6     | 11 tháng 7 năm 1991  | La Silla                           | H. Debehogne                                           |
| 14405 -               | 1991 PE8     | 5 tháng 8 năm 1991   | Palomar                            | H. E. Holt                                             |
| 14406 -               | 1991 PP8     | 5 tháng 8 năm 1991   | Palomar                            | H. E. Holt                                             |
| 14407 -               | 1991 PQ8     | 5 tháng 8 năm 1991   | Palomar                            | H. E. Holt                                             |
| 14408 -               | 1991 PC16    | 6 tháng 8 năm 1991   | Palomar                            | H. E. Holt                                             |
| 14409 -               | 1991 RM1     | 5 tháng 9 năm 1991   | Siding Spring                      | R. H. McNaught                                         |
| 14410 -               | 1991 RR1     | 7 tháng 9 năm 1991   | Kushiro                            | S. Ueda, H. Kaneda                                     |
| 14411 Clérambault     | 1991 RE2     | 6 tháng 9 năm 1991   | Haute Provence                     | E. W. Elst                                             |
| 14412 Wolflojewski    | 1991 RU2     | 9 tháng 9 năm 1991   | Tautenburg Observatory             | L. D. Schmadel, F. Börngen                             |
| 14413 Geiger          | 1991 RT3     | 5 tháng 9 năm 1991   | Tautenburg Observatory             | F. Börngen, L. D. Schmadel                             |
| 14414 -               | 1991 RF6     | 13 tháng 9 năm 1991  | Palomar                            | H. E. Holt                                             |
| 14415 -               | 1991 RQ7     | 13 tháng 9 năm 1991  | Kushiro                            | S. Ueda, H. Kaneda                                     |
| 14416 -               | 1991 RU7     | 8 tháng 9 năm 1991   | Harvard Observatory                | Oak Ridge Observatory                                  |
| 14417 -               | 1991 RN13    | 13 tháng 9 năm 1991  | Palomar                            | H. E. Holt                                             |
| 14418 -               | 1991 RU16    | 15 tháng 9 năm 1991  | Palomar                            | H. E. Holt                                             |
| 14419 -               | 1991 RK23    | 15 tháng 9 năm 1991  | Palomar                            | H. E. Holt                                             |
| 14420 Massey          | 1991 SM      | 30 tháng 9 năm 1991  | Siding Spring                      | R. H. McNaught                                         |
| 14421 -               | 1991 SA1     | 30 tháng 9 năm 1991  | Siding Spring                      | R. H. McNaught                                         |
| 14422 -               | 1991 SK2     | 16 tháng 9 năm 1991  | Palomar                            | H. E. Holt                                             |
| 14423 -               | 1991 SM2     | 16 tháng 9 năm 1991  | Palomar                            | H. E. Holt                                             |
| 14424 Laval           | 1991 SR3     | 30 tháng 9 năm 1991  | Kitt Peak                          | Spacewatch                                             |
| 14425 -               | 1991 TJ2     | 13 tháng 10 năm 1991 | Nyukasa                            | M. Hirasawa, S. Suzuki                                 |
| 14426 -               | 1991 UO2     | 29 tháng 10 năm 1991 | Kitami                             | K. Endate, K. Watanabe                                 |
| 14427 -               | 1991 VJ2     | 9 tháng 11 năm 1991  | Kushiro                            | S. Ueda, H. Kaneda                                     |
| 14428 Lazaridis       | 1991 VM12    | 8 tháng 11 năm 1991  | Kitt Peak                          | Spacewatch                                             |
| 14429 Coyne           | 1991 XC      | 3 tháng 12 năm 1991  | Palomar                            | C. S. Shoemaker, D. H. Levy                            |
| 14430 -               | 1992 CH      | 10 tháng 2 năm 1992  | Uenohara                           | N. Kawasato                                            |
| 14431 -               | 1992 DX8     | 29 tháng 2 năm 1992  | La Silla                           | UESAC                                                  |
| 14432 -               | 1992 EA6     | 2 tháng 3 năm 1992   | La Silla                           | UESAC                                                  |
| 14433 -               | 1992 EE8     | 2 tháng 3 năm 1992   | La Silla                           | UESAC                                                  |
| 14434 -               | 1992 ER11    | 6 tháng 3 năm 1992   | La Silla                           | UESAC                                                  |
| 14435 -               | 1992 ED13    | 2 tháng 3 năm 1992   | La Silla                           | UESAC                                                  |
| 14436 -               | 1992 FC2     | 23 tháng 3 năm 1992  | Kitami                             | K. Endate, K. Watanabe                                 |
| 14437 -               | 1992 GD3     | 4 tháng 4 năm 1992   | La Silla                           | E. W. Elst                                             |
| 14438 MacLean         | 1992 HC2     | 27 tháng 4 năm 1992  | Kitt Peak                          | Spacewatch                                             |
| 14439 -               | 1992 RE2     | 2 tháng 9 năm 1992   | La Silla                           | E. W. Elst                                             |
| 14440 -               | 1992 RF5     | 2 tháng 9 năm 1992   | La Silla                           | E. W. Elst                                             |
| 14441 -               | 1992 SJ      | 21 tháng 9 năm 1992  | Kitami                             | M. Yanai, K. Watanabe                                  |
| 14442 -               | 1992 SR25    | 30 tháng 9 năm 1992  | Palomar                            | H. E. Holt                                             |
| 14443 -               | 1992 TV      | 1 tháng 10 năm 1992  | Kitami                             | M. Yanai, K. Watanabe                                  |
| 14444 -               | 1992 TG1     | 2 tháng 10 năm 1992  | Dynic                              | A. Sugie                                               |
| 14445 -               | 1992 UZ3     | 16 tháng 10 năm 1992 | Kitami                             | K. Endate, K. Watanabe                                 |
| 14446 Kinkowan        | 1992 UP6     | 31 tháng 10 năm 1992 | Kagoshima                          | M. Mukai, M. Takeishi                                  |
| 14447 -               | 1992 VL      | 2 tháng 11 năm 1992  | Kitami                             | K. Endate, K. Watanabe                                 |
| 14448 -               | 1992 VQ      | 2 tháng 11 năm 1992  | Kushiro                            | S. Ueda, H. Kaneda                                     |
| 14449 -               | 1992 WE1     | 16 tháng 11 năm 1992 | Kitami                             | K. Endate, K. Watanabe                                 |
| 14450 -               | 1992 WZ1     | 18 tháng 11 năm 1992 | Kushiro                            | S. Ueda, H. Kaneda                                     |
| 14451 -               | 1992 WR5     | 27 tháng 11 năm 1992 | Kushiro                            | S. Ueda, H. Kaneda                                     |
| 14452 -               | 1992 WB9     | 25 tháng 11 năm 1992 | Palomar                            | H. E. Holt                                             |
| 14453 -               | 1993 FV7     | 17 tháng 3 năm 1993  | La Silla                           | UESAC                                                  |
| 14454 -               | 1993 FX17    | 17 tháng 3 năm 1993  | La Silla                           | UESAC                                                  |
| 14455 -               | 1993 FB18    | 17 tháng 3 năm 1993  | La Silla                           | UESAC                                                  |
| 14456 -               | 1993 FK20    | 19 tháng 3 năm 1993  | La Silla                           | UESAC                                                  |
| 14457 -               | 1993 FR23    | 21 tháng 3 năm 1993  | La Silla                           | UESAC                                                  |
| 14458 -               | 1993 FX25    | 21 tháng 3 năm 1993  | La Silla                           | UESAC                                                  |
| 14459 -               | 1993 FY27    | 21 tháng 3 năm 1993  | La Silla                           | UESAC                                                  |
| 14460 -               | 1993 FZ40    | 19 tháng 3 năm 1993  | La Silla                           | UESAC                                                  |
| 14461 -               | 1993 FL54    | 17 tháng 3 năm 1993  | La Silla                           | UESAC                                                  |
| 14462 -               | 1993 GA      | 2 tháng 4 năm 1993   | Kitt Peak                          | M. Stockmaster, T. J. Balonek                          |
| 14463 McCarter        | 1993 GA1     | 15 tháng 4 năm 1993  | Kitt Peak                          | Spacewatch                                             |
| 14464 -               | 1993 HC1     | 21 tháng 4 năm 1993  | Siding Spring                      | R. H. McNaught                                         |
| 14465 -               | 1993 NB      | 15 tháng 7 năm 1993  | Kiyosato                           | S. Otomo                                               |
| 14466 Hodge           | 1993 OY2     | 25 tháng 7 năm 1993  | Manastash Ridge                    | M. Hammergren                                          |
| 14467 -               | 1993 OP3     | 20 tháng 7 năm 1993  | La Silla                           | E. W. Elst                                             |
| 14468 -               | 1993 OS12    | 19 tháng 7 năm 1993  | La Silla                           | E. W. Elst                                             |
| 14469 -               | 1993 RK      | 12 tháng 9 năm 1993  | Kitami                             | K. Endate, K. Watanabe                                 |
| 14470 -               | 1993 RV7     | 15 tháng 9 năm 1993  | La Silla                           | E. W. Elst                                             |
| 14471 -               | 1993 SG1     | 21 tháng 9 năm 1993  | Siding Spring                      | R. H. McNaught                                         |
| 14472 -               | 1993 SQ14    | 22 tháng 9 năm 1993  | Palomar                            | T. B. Spahr                                            |
| 14473 -               | 1993 TL17    | 9 tháng 10 năm 1993  | La Silla                           | E. W. Elst                                             |
| 14474 -               | 1993 TL25    | 9 tháng 10 năm 1993  | La Silla                           | E. W. Elst                                             |
| 14475 -               | 1993 VT      | 14 tháng 11 năm 1993 | Oizumi                             | T. Kobayashi                                           |
| 14476 -               | 1993 XW2     | 14 tháng 12 năm 1993 | Palomar                            | PCAS                                                   |
| 14477 -               | 1994 CN      | 2 tháng 2 năm 1994   | Fujieda                            | H. Shiozawa, T. Urata                                  |
| 14478 -               | 1994 CF2     | 12 tháng 2 năm 1994  | Oizumi                             | T. Kobayashi                                           |
| 14479 Plekhanov       | 1994 CQ13    | 8 tháng 2 năm 1994   | La Silla                           | E. W. Elst                                             |
| 14480 -               | 1994 PU1     | 11 tháng 8 năm 1994  | Kiyosato                           | S. Otomo                                               |
| 14481 -               | 1994 PO12    | 10 tháng 8 năm 1994  | La Silla                           | E. W. Elst                                             |
| 14482 -               | 1994 PK15    | 10 tháng 8 năm 1994  | La Silla                           | E. W. Elst                                             |
| 14483 -               | 1994 PZ22    | 12 tháng 8 năm 1994  | La Silla                           | E. W. Elst                                             |
| 14484 -               | 1994 PU32    | 12 tháng 8 năm 1994  | La Silla                           | E. W. Elst                                             |
| 14485 -               | 1994 RK11    | 11 tháng 9 năm 1994  | Kiyosato                           | S. Otomo                                               |
| 14486 Tuscia          | 1994 TE      | 4 tháng 10 năm 1994  | San Marcello                       | L. Tesi, G. Cattani                                    |
| 14487 -               | 1994 TU2     | 2 tháng 10 năm 1994  | Kitami                             | K. Endate, K. Watanabe                                 |
| 14488 -               | 1994 TF15    | 13 tháng 10 năm 1994 | Kiyosato                           | S. Otomo                                               |
| 14489 -               | 1994 UW      | 31 tháng 10 năm 1994 | Nachi-Katsuura                     | Y. Shimizu, T. Urata                                   |
| 14490 -               | 1994 US2     | 31 tháng 10 năm 1994 | Kushiro                            | S. Ueda, H. Kaneda                                     |
| 14491 Hitachiomiya    | 1994 VY2     | 4 tháng 11 năm 1994  | Kitami                             | K. Endate, K. Watanabe                                 |
| 14492 Bistar          | 1994 VM6     | 4 tháng 11 năm 1994  | Kitami                             | K. Endate, K. Watanabe                                 |
| 14493 -               | 1994 WP3     | 16 tháng 11 năm 1994 | Nachi-Katsuura                     | Y. Shimizu, T. Urata                                   |
| 14494 -               | 1994 YJ2     | 30 tháng 12 năm 1994 | Kushiro                            | S. Ueda, H. Kaneda                                     |
| 14495 -               | 1995 AK1     | 6 tháng 1 năm 1995   | Nyukasa                            | M. Hirasawa, S. Suzuki                                 |
| 14496 -               | 1995 BK4     | 28 tháng 1 năm 1995  | Kushiro                            | S. Ueda, H. Kaneda                                     |
| 14497 -               | 1995 DD      | 20 tháng 2 năm 1995  | Oizumi                             | T. Kobayashi                                           |
| 14498 -               | 1995 DO2     | 28 tháng 2 năm 1995  | Colleverde                         | V. S. Casulli                                          |
| 14499 Satotoshio      | 1995 VR1     | 15 tháng 11 năm 1995 | Kitami                             | K. Endate, K. Watanabe                                 |
| 14500 Kibo            | 1995 WO7     | 27 tháng 11 năm 1995 | Oizumi                             | T. Kobayashi                                           |
| 14501–14600           |              |                      |                                    |                                                        |
| 14501 Tetsuokojima    | 1995 WA8     | 29 tháng 11 năm 1995 | Oizumi                             | T. Kobayashi                                           |
| 14502 Morden          | 1995 WB22    | 17 tháng 11 năm 1995 | Kitt Peak                          | Spacewatch                                             |
| 14503 -               | 1995 WW42    | 25 tháng 11 năm 1995 | Kushiro                            | S. Ueda, H. Kaneda                                     |
| 14504 Tsujimura       | 1995 YL3     | 27 tháng 12 năm 1995 | Oizumi                             | T. Kobayashi                                           |
| 14505 Barentine       | 1996 AW4     | 12 tháng 1 năm 1996  | Kitt Peak                          | Spacewatch                                             |
| 14506 -               | 1996 BL2     | 26 tháng 1 năm 1996  | Oizumi                             | T. Kobayashi                                           |
| 14507 -               | 1996 CQ1     | 14 tháng 2 năm 1996  | Đài thiên văn Zvjezdarnica Višnjan | Đài thiên văn Zvjezdarnica Višnjan                     |
| 14508 -               | 1996 DH2     | 23 tháng 2 năm 1996  | Oizumi                             | T. Kobayashi                                           |
| 14509 Lučenec         | 1996 ER2     | 9 tháng 3 năm 1996   | Modra                              | A. Galád, A. Pravda                                    |
| 14510 -               | 1996 ES2     | 15 tháng 3 năm 1996  | Haleakala                          | NEAT                                                   |
| 14511 Nickel          | 1996 EU3     | 11 tháng 3 năm 1996  | Kitt Peak                          | Spacewatch                                             |
| 14512 -               | 1996 GL1     | 6 tháng 4 năm 1996   | Xinglong                           | Chương trình tiểu hành tinh Bắc Kinh Schmidt CCD       |
| 14513 Alicelindner    | 1996 GK17    | 15 tháng 4 năm 1996  | La Silla                           | E. W. Elst                                             |
| 14514 -               | 1996 GA18    | 15 tháng 4 năm 1996  | La Silla                           | E. W. Elst                                             |
| 14515 Koichisato      | 1996 HL1     | 21 tháng 4 năm 1996  | Nanyo                              | T. Okuni                                               |
| 14516 -               | 1996 HM11    | 17 tháng 4 năm 1996  | La Silla                           | E. W. Elst                                             |
| 14517 Monitoma        | 1996 LJ1     | 13 tháng 6 năm 1996  | Ondřejov                           | P. Pravec                                              |
| 14518 -               | 1996 RZ30    | 13 tháng 9 năm 1996  | La Silla                           | Uppsala-DLR Trojan Survey                              |
| 14519 Ural            | 1996 TT38    | 8 tháng 10 năm 1996  | La Silla                           | E. W. Elst                                             |
| 14520 -               | 1997 GC11    | 3 tháng 4 năm 1997   | Socorro                            | LINEAR                                                 |
| 14521 -               | 1997 GL15    | 3 tháng 4 năm 1997   | Socorro                            | LINEAR                                                 |
| 14522 -               | 1997 GS21    | 6 tháng 4 năm 1997   | Socorro                            | LINEAR                                                 |
| 14523 -               | 1997 GV21    | 6 tháng 4 năm 1997   | Socorro                            | LINEAR                                                 |
| 14524 -               | 1997 GK23    | 6 tháng 4 năm 1997   | Socorro                            | LINEAR                                                 |
| 14525 -               | 1997 GV35    | 6 tháng 4 năm 1997   | Socorro                            | LINEAR                                                 |
| 14526 Xenocrates      | 1997 JT3     | 6 tháng 5 năm 1997   | Prescott                           | P. G. Comba                                            |
| 14527 -               | 1997 JD12    | 3 tháng 5 năm 1997   | La Silla                           | E. W. Elst                                             |
| 14528 -               | 1997 JN15    | 3 tháng 5 năm 1997   | La Silla                           | E. W. Elst                                             |
| 14529 -               | 1997 NR2     | 6 tháng 7 năm 1997   | Rand                               | G. R. Viscome                                          |
| 14530 -               | 1997 PR      | 1 tháng 8 năm 1997   | Woomera                            | F. B. Zoltowski                                        |
| 14531 -               | 1997 PM2     | 7 tháng 8 năm 1997   | Rand                               | G. R. Viscome                                          |
| 14532 -               | 1997 QM      | 25 tháng 8 năm 1997  | Kleť                               | Z. Moravec                                             |
| 14533 Roy             | 1997 QY      | 24 tháng 8 năm 1997  | Bédoin                             | P. Antonini                                            |
| 14534 -               | 1997 QE2     | 27 tháng 8 năm 1997  | Nachi-Katsuura                     | Y. Shimizu, T. Urata                                   |
| 14535 Kazuyukihanda   | 1997 RF      | 1 tháng 9 năm 1997   | Yatsuka                            | H. Abe                                                 |
| 14536 -               | 1997 RY2     | 3 tháng 9 năm 1997   | Woomera                            | F. B. Zoltowski                                        |
| 14537 Týn nad Vltavou | 1997 RL7     | 10 tháng 9 năm 1997  | Kleť                               | M. Tichý, Z. Moravec                                   |
| 14538 -               | 1997 RR8     | 12 tháng 9 năm 1997  | Xinglong                           | Chương trình tiểu hành tinh Bắc Kinh Schmidt CCD       |
| 14539 Clocke Roeland  | 1997 RU9     | 10 tháng 9 năm 1997  | Uccle                              | T. Pauwels                                             |
| 14540 -               | 1997 RJ10    | 13 tháng 9 năm 1997  | Xinglong                           | Chương trình tiểu hành tinh Bắc Kinh Schmidt CCD       |
| 14541 -               | 1997 SF      | 20 tháng 9 năm 1997  | Kleť                               | Kleť                                                   |
| 14542 Karitskaya      | 1997 SW9     | 29 tháng 9 năm 1997  | Goodricke-Pigott                   | R. A. Tucker                                           |
| 14543 Sajigawasuiseki | 1997 SF11    | 28 tháng 9 năm 1997  | Saji                               | Saji                                                   |
| 14544 -               | 1997 SG21    | 29 tháng 9 năm 1997  | Kitt Peak                          | Spacewatch                                             |
| 14545 -               | 1997 SK25    | 29 tháng 9 năm 1997  | Nachi-Katsuura                     | Y. Shimizu, T. Urata                                   |
| 14546 -               | 1997 TM18    | 3 tháng 10 năm 1997  | Xinglong                           | Chương trình tiểu hành tinh Bắc Kinh Schmidt CCD       |
| 14547 -               | 1997 TF19    | 8 tháng 10 năm 1997  | Gekko                              | T. Kagawa, T. Urata                                    |
| 14548 -               | 1997 TJ24    | 5 tháng 10 năm 1997  | Xinglong                           | Chương trình tiểu hành tinh Bắc Kinh Schmidt CCD       |
| 14549 -               | 1997 TM27    | 8 tháng 10 năm 1997  | Kiyosato                           | S. Otomo                                               |
| 14550 Lehký           | 1997 UU7     | 27 tháng 10 năm 1997 | Ondřejov                           | L. Šarounová                                           |
| 14551 Itagaki         | 1997 UN8     | 22 tháng 10 năm 1997 | Nanyo                              | T. Okuni                                               |
| 14552 -               | 1997 UX20    | 24 tháng 10 năm 1997 | Xinglong                           | Chương trình tiểu hành tinh Bắc Kinh Schmidt CCD       |
| 14553 -               | 1997 UD25    | 27 tháng 10 năm 1997 | Kiyosato                           | S. Otomo                                               |
| 14554 -               | 1997 UE25    | 27 tháng 10 năm 1997 | Kiyosato                           | S. Otomo                                               |
| 14555 -               | 1997 VQ      | 1 tháng 11 năm 1997  | Kitami                             | K. Endate, K. Watanabe                                 |
| 14556 -               | 1997 VN1     | 1 tháng 11 năm 1997  | Kushiro                            | S. Ueda, H. Kaneda                                     |
| 14557 -               | 1997 VG8     | 15 tháng 11 năm 1997 | Woomera                            | F. B. Zoltowski                                        |
| 14558 Wangganchang    | 1997 WG1     | 19 tháng 11 năm 1997 | Xinglong                           | Chương trình tiểu hành tinh Bắc Kinh Schmidt CCD       |
| 14559 -               | 1997 WP28    | 29 tháng 11 năm 1997 | Ondřejov                           | P. Pravec                                              |
| 14560 -               | 1997 WB33    | 29 tháng 11 năm 1997 | Socorro                            | LINEAR                                                 |
| 14561 -               | 1997 WC34    | 29 tháng 11 năm 1997 | Socorro                            | LINEAR                                                 |
| 14562 -               | 1997 YQ19    | 27 tháng 12 năm 1997 | Xinglong                           | Chương trình tiểu hành tinh Bắc Kinh Schmidt CCD       |
| 14563 -               | 1998 AV5     | 8 tháng 1 năm 1998   | Caussols                           | ODAS                                                   |
| 14564 Heasley         | 1998 BX13    | 26 tháng 1 năm 1998  | Kitt Peak                          | Spacewatch                                             |
| 14565 -               | 1998 EQ10    | 1 tháng 3 năm 1998   | La Silla                           | E. W. Elst                                             |
| 14566 Hokuleʻa        | 1998 MY7     | 19 tháng 6 năm 1998  | Anderson Mesa                      | LONEOS                                                 |
| 14567 Nicovincenti    | 1998 MQ8     | 19 tháng 6 năm 1998  | Socorro                            | LINEAR                                                 |
| 14568 Zanotta         | 1998 OK      | 19 tháng 7 năm 1998  | San Marcello                       | A. Boattini, M. Tombelli                               |
| 14569 -               | 1998 QB32    | 17 tháng 8 năm 1998  | Socorro                            | LINEAR                                                 |
| 14570 Burkam          | 1998 QS37    | 17 tháng 8 năm 1998  | Socorro                            | LINEAR                                                 |
| 14571 Caralexander    | 1998 QC45    | 17 tháng 8 năm 1998  | Socorro                            | LINEAR                                                 |
| 14572 Armando         | 1998 QX54    | 27 tháng 8 năm 1998  | Anderson Mesa                      | LONEOS                                                 |
| 14573 Montebugnoli    | 1998 QD55    | 27 tháng 8 năm 1998  | Anderson Mesa                      | LONEOS                                                 |
| 14574 Payette         | 1998 QR58    | 30 tháng 8 năm 1998  | Kitt Peak                          | Spacewatch                                             |
| 14575 Jamesblanc      | 1998 QC92    | 28 tháng 8 năm 1998  | Socorro                            | LINEAR                                                 |
| 14576 Jefholley       | 1998 QO92    | 28 tháng 8 năm 1998  | Socorro                            | LINEAR                                                 |
| 14577 -               | 1998 QN93    | 28 tháng 8 năm 1998  | Socorro                            | LINEAR                                                 |
| 14578 -               | 1998 QO93    | 28 tháng 8 năm 1998  | Socorro                            | LINEAR                                                 |
| 14579 -               | 1998 QZ99    | 26 tháng 8 năm 1998  | La Silla                           | E. W. Elst                                             |
| 14580 -               | 1998 QW101   | 26 tháng 8 năm 1998  | La Silla                           | E. W. Elst                                             |
| 14581 -               | 1998 RT4     | 14 tháng 9 năm 1998  | Socorro                            | LINEAR                                                 |
| 14582 Conlin          | 1998 RK49    | 14 tháng 9 năm 1998  | Socorro                            | LINEAR                                                 |
| 14583 Lester          | 1998 RN61    | 14 tháng 9 năm 1998  | Socorro                            | LINEAR                                                 |
| 14584 Lawson          | 1998 RH63    | 14 tháng 9 năm 1998  | Socorro                            | LINEAR                                                 |
| 14585 -               | 1998 RX64    | 14 tháng 9 năm 1998  | Socorro                            | LINEAR                                                 |
| 14586 -               | 1998 RN70    | 14 tháng 9 năm 1998  | Socorro                            | LINEAR                                                 |
| 14587 -               | 1998 RW70    | 14 tháng 9 năm 1998  | Socorro                            | LINEAR                                                 |
| 14588 Pharrams        | 1998 RH73    | 14 tháng 9 năm 1998  | Socorro                            | LINEAR                                                 |
| 14589 Stevenbyrnes    | 1998 RW79    | 14 tháng 9 năm 1998  | Socorro                            | LINEAR                                                 |
| 14590 -               | 1998 RL80    | 14 tháng 9 năm 1998  | Socorro                            | LINEAR                                                 |
| 14591 -               | 1998 SZ21    | 23 tháng 9 năm 1998  | Đài thiên văn Zvjezdarnica Višnjan | Đài thiên văn Zvjezdarnica Višnjan                     |
| 14592 -               | 1998 SV22    | 20 tháng 9 năm 1998  | Woomera                            | F. B. Zoltowski                                        |
| 14593 Everett         | 1998 SA26    | 22 tháng 9 năm 1998  | Anderson Mesa                      | LONEOS                                                 |
| 14594 Jindrašilhán    | 1998 SS26    | 24 tháng 9 năm 1998  | Ondřejov                           | P. Pravec                                              |
| 14595 Peaker          | 1998 SW32    | 23 tháng 9 năm 1998  | Kitt Peak                          | Spacewatch                                             |
| 14596 Bergstralh      | 1998 SC55    | 16 tháng 9 năm 1998  | Anderson Mesa                      | LONEOS                                                 |
| 14597 Waynerichie     | 1998 SV57    | 17 tháng 9 năm 1998  | Anderson Mesa                      | LONEOS                                                 |
| 14598 Larrysmith      | 1998 SU60    | 17 tháng 9 năm 1998  | Anderson Mesa                      | LONEOS                                                 |
| 14599 -               | 1998 SV64    | 20 tháng 9 năm 1998  | La Silla                           | E. W. Elst                                             |
| 14600 -               | 1998 SG73    | 21 tháng 9 năm 1998  | La Silla                           | E. W. Elst                                             |
| 14601–14700           |              |                      |                                    |                                                        |
| 14601 -               | 1998 SU73    | 21 tháng 9 năm 1998  | La Silla                           | E. W. Elst                                             |
| 14602 -               | 1998 SW74    | 21 tháng 9 năm 1998  | La Silla                           | E. W. Elst                                             |
| 14603 -               | 1998 SK115   | 16 tháng 9 năm 1998  | Socorro                            | LINEAR                                                 |
| 14604 -               | 1998 SM115   | 16 tháng 9 năm 1998  | Socorro                            | LINEAR                                                 |
| 14605 Hyeyeonchoi     | 1998 SD123   | 16 tháng 9 năm 1998  | Socorro                            | LINEAR                                                 |
| 14606 Hifleischer     | 1998 SK125   | 16 tháng 9 năm 1998  | Socorro                            | LINEAR                                                 |
| 14607 -               | 1998 SG132   | 16 tháng 9 năm 1998  | Socorro                            | LINEAR                                                 |
| 14608 -               | 1998 SN135   | 16 tháng 9 năm 1998  | Socorro                            | LINEAR                                                 |
| 14609 -               | 1998 SW145   | 20 tháng 9 năm 1998  | La Silla                           | E. W. Elst                                             |
| 14610 -               | 1998 SE146   | 20 tháng 9 năm 1998  | La Silla                           | E. W. Elst                                             |
| 14611 -               | 1998 SA148   | 20 tháng 9 năm 1998  | La Silla                           | E. W. Elst                                             |
| 14612 Irtish          | 1998 SG164   | 18 tháng 9 năm 1998  | La Silla                           | E. W. Elst                                             |
| 14613 Sanchez         | 1998 TP2     | 13 tháng 10 năm 1998 | Caussols                           | ODAS                                                   |
| 14614 -               | 1998 TX2     | 13 tháng 10 năm 1998 | Caussols                           | ODAS                                                   |
| 14615 -               | 1998 TR5     | 13 tháng 10 năm 1998 | Đài thiên văn Zvjezdarnica Višnjan | K. Korlević                                            |
| 14616 Van Gaal        | 1998 TK30    | 10 tháng 10 năm 1998 | Anderson Mesa                      | LONEOS                                                 |
| 14617 Lasvergnas      | 1998 UA4     | 21 tháng 10 năm 1998 | Caussols                           | ODAS                                                   |
| 14618 -               | 1998 UK7     | 22 tháng 10 năm 1998 | Đài thiên văn Zvjezdarnica Višnjan | K. Korlević                                            |
| 14619 Plotkin         | 1998 UF9     | 16 tháng 10 năm 1998 | Kitt Peak                          | Spacewatch                                             |
| 14620 -               | 1998 UP15    | 23 tháng 10 năm 1998 | Đài thiên văn Zvjezdarnica Višnjan | K. Korlević                                            |
| 14621 Tati            | 1998 UF18    | 22 tháng 10 năm 1998 | Reedy Creek                        | J. Broughton                                           |
| 14622 Arcadiopoveda   | 1998 UN18    | 28 tháng 10 năm 1998 | Catalina                           | CSS                                                    |
| 14623 Kamoun          | 1998 UE24    | 17 tháng 10 năm 1998 | Anderson Mesa                      | LONEOS                                                 |
| 14624 Prymachenko     | 1998 UO24    | 18 tháng 10 năm 1998 | Anderson Mesa                      | LONEOS                                                 |
| 14625 -               | 1998 UH31    | 18 tháng 10 năm 1998 | Xinglong                           | Chương trình tiểu hành tinh Bắc Kinh Schmidt CCD       |
| 14626 -               | 1998 UP39    | 28 tháng 10 năm 1998 | Socorro                            | LINEAR                                                 |
| 14627 Emilkowalski    | 1998 VA      | 7 tháng 11 năm 1998  | Zephyrhills, FL                    | R. A. Kowalski                                         |
| 14628 -               | 1998 VX18    | 10 tháng 11 năm 1998 | Socorro                            | LINEAR                                                 |
| 14629 -               | 1998 VT30    | 10 tháng 11 năm 1998 | Socorro                            | LINEAR                                                 |
| 14630 -               | 1998 VQ31    | 10 tháng 11 năm 1998 | Socorro                            | LINEAR                                                 |
| 14631 -               | 1998 VS32    | 15 tháng 11 năm 1998 | Catalina                           | CSS                                                    |
| 14632 Flensburg       | 1998 VY33    | 11 tháng 11 năm 1998 | Bornheim                           | N. Ehring                                              |
| 14633 -               | 1998 VY34    | 12 tháng 11 năm 1998 | Kushiro                            | S. Ueda, H. Kaneda                                     |
| 14634 -               | 1998 VE37    | 10 tháng 11 năm 1998 | Socorro                            | LINEAR                                                 |
| 14635 -               | 1998 VO38    | 10 tháng 11 năm 1998 | Socorro                            | LINEAR                                                 |
| 14636 -               | 1998 VD44    | 15 tháng 11 năm 1998 | Đài thiên văn Zvjezdarnica Višnjan | K. Korlević                                            |
| 14637 -               | 1998 WN1     | 18 tháng 11 năm 1998 | Oizumi                             | T. Kobayashi                                           |
| 14638 -               | 1998 WQ1     | 18 tháng 11 năm 1998 | Oizumi                             | T. Kobayashi                                           |
| 14639 -               | 1998 WK3     | 19 tháng 11 năm 1998 | Oizumi                             | T. Kobayashi                                           |
| 14640 -               | 1998 WF4     | 18 tháng 11 năm 1998 | Kushiro                            | S. Ueda, H. Kaneda                                     |
| 14641 -               | 1998 WC6     | 18 tháng 11 năm 1998 | Kushiro                            | S. Ueda, H. Kaneda                                     |
| 14642 -               | 1998 WF24    | 25 tháng 11 năm 1998 | Uenohara                           | N. Kawasato                                            |
| 14643 Morata          | 1998 WZ30    | 24 tháng 11 năm 1998 | Blauvac                            | R. Roy                                                 |
| 14644 -               | 1998 XR3     | 9 tháng 12 năm 1998  | Oizumi                             | T. Kobayashi                                           |
| 14645 -               | 1998 XR9     | 14 tháng 12 năm 1998 | Đài thiên văn Zvjezdarnica Višnjan | K. Korlević                                            |
| 14646 -               | 1998 XO28    | 14 tháng 12 năm 1998 | Socorro                            | LINEAR                                                 |
| 14647 -               | 1998 XG48    | 14 tháng 12 năm 1998 | Socorro                            | LINEAR                                                 |
| 14648 -               | 1998 XV49    | 14 tháng 12 năm 1998 | Socorro                            | LINEAR                                                 |
| 14649 -               | 1998 XW62    | 12 tháng 12 năm 1998 | Socorro                            | LINEAR                                                 |
| 14650 -               | 1998 YD3     | 17 tháng 12 năm 1998 | Oizumi                             | T. Kobayashi                                           |
| 14651 -               | 1998 YE5     | 18 tháng 12 năm 1998 | Caussols                           | ODAS                                                   |
| 14652 -               | 1998 YT8     | 17 tháng 12 năm 1998 | Xinglong                           | Chương trình tiểu hành tinh Bắc Kinh Schmidt CCD       |
| 14653 -               | 1998 YV11    | 16 tháng 12 năm 1998 | Oizumi                             | T. Kobayashi                                           |
| 14654 Rajivgupta      | 1998 YV16    | 22 tháng 12 năm 1998 | Kitt Peak                          | Spacewatch                                             |
| 14655 -               | 1998 YJ22    | 21 tháng 12 năm 1998 | Xinglong                           | Chương trình tiểu hành tinh Bắc Kinh Schmidt CCD       |
| 14656 Lijiang         | 1998 YN22    | 29 tháng 12 năm 1998 | Xinglong                           | Beijing Schmidt CCD Asteroid Program                   |
| 14657 -               | 1998 YU27    | 16 tháng 12 năm 1998 | Đài thiên văn Zvjezdarnica Višnjan | K. Korlević                                            |
| 14658 -               | 1999 AC10    | 13 tháng 1 năm 1999  | Višnjan Observatory                | K. Korlević                                            |
| 14659 Gregoriana      | 1999 AF24    | 15 tháng 1 năm 1999  | Montelupo                          | M. Tombelli, G. Forti                                  |
| 14660 -               | 1999 BO1     | 16 tháng 1 năm 1999  | Đài thiên văn Zvjezdarnica Višnjan | K. Korlević                                            |
| 14661 -               | 1999 BH10    | 23 tháng 1 năm 1999  | Višnjan Observatory                | K. Korlević                                            |
| 14662 -               | 1999 BF12    | 22 tháng 1 năm 1999  | Oizumi                             | T. Kobayashi                                           |
| 14663 -               | 1999 BP25    | 18 tháng 1 năm 1999  | Socorro                            | LINEAR                                                 |
| 14664 Vandervelden    | 1999 BY25    | 25 tháng 1 năm 1999  | Oohira                             | T. Urata                                               |
| 14665 -               | 1999 CC5     | 12 tháng 2 năm 1999  | Oohira                             | T. Urata                                               |
| 14666 -               | 1999 CG17    | 10 tháng 2 năm 1999  | Socorro                            | LINEAR                                                 |
| 14667 -               | 1999 CS19    | 10 tháng 2 năm 1999  | Socorro                            | LINEAR                                                 |
| 14668 -               | 1999 CB67    | 12 tháng 2 năm 1999  | Socorro                            | LINEAR                                                 |
| 14669 Beletic         | 1999 DC      | 16 tháng 2 năm 1999  | Caussols                           | ODAS                                                   |
| 14670 -               | 1999 JG53    | 10 tháng 5 năm 1999  | Socorro                            | LINEAR                                                 |
| 14671 -               | 1999 RM49    | 7 tháng 9 năm 1999   | Socorro                            | LINEAR                                                 |
| 14672 -               | 1999 RO94    | 7 tháng 9 năm 1999   | Socorro                            | LINEAR                                                 |
| 14673 -               | 1999 RK169   | 9 tháng 9 năm 1999   | Socorro                            | LINEAR                                                 |
| 14674 INAOE           | 1999 UD5     | 29 tháng 10 năm 1999 | Catalina                           | CSS                                                    |
| 14675 -               | 1999 VS7     | 7 tháng 11 năm 1999  | Đài thiên văn Zvjezdarnica Višnjan | K. Korlević                                            |
| 14676 -               | 1999 WW7     | 29 tháng 11 năm 1999 | Višnjan Observatory                | K. Korlević                                            |
| 14677 -               | 1999 XZ      | 2 tháng 12 năm 1999  | Oizumi                             | T. Kobayashi                                           |
| 14678 Pinney          | 1999 XN33    | 6 tháng 12 năm 1999  | Socorro                            | LINEAR                                                 |
| 14679 Susanreed       | 1999 XN42    | 7 tháng 12 năm 1999  | Socorro                            | LINEAR                                                 |
| 14680 -               | 1999 XV104   | 10 tháng 12 năm 1999 | Oizumi                             | T. Kobayashi                                           |
| 14681 -               | 1999 XW108   | 4 tháng 12 năm 1999  | Catalina                           | CSS                                                    |
| 14682 -               | 1999 XY110   | 5 tháng 12 năm 1999  | Catalina                           | CSS                                                    |
| 14683 Remy            | 1999 XG156   | 8 tháng 12 năm 1999  | Socorro                            | LINEAR                                                 |
| 14684 Reyes           | 1999 XQ167   | 10 tháng 12 năm 1999 | Socorro                            | LINEAR                                                 |
| 14685 -               | 1999 XM172   | 10 tháng 12 năm 1999 | Socorro                            | LINEAR                                                 |
| 14686 -               | 1999 XA174   | 10 tháng 12 năm 1999 | Socorro                            | LINEAR                                                 |
| 14687 -               | 1999 YR13    | 30 tháng 12 năm 1999 | Đài thiên văn Zvjezdarnica Višnjan | K. Korlević, M. Jurić                                  |
| 14688 -               | 2000 AJ2     | 3 tháng 1 năm 2000   | Oizumi                             | T. Kobayashi                                           |
| 14689 -               | 2000 AM2     | 3 tháng 1 năm 2000   | Oizumi                             | T. Kobayashi                                           |
| 14690 -               | 2000 AR25    | 3 tháng 1 năm 2000   | Socorro                            | LINEAR                                                 |
| 14691 -               | 2000 AK119   | 5 tháng 1 năm 2000   | Socorro                            | LINEAR                                                 |
| 14692 -               | 2000 AG133   | 3 tháng 1 năm 2000   | Socorro                            | LINEAR                                                 |
| 14693 Selwyn          | 2000 AH144   | 5 tháng 1 năm 2000   | Socorro                            | LINEAR                                                 |
| 14694 Skurat          | 2000 AR145   | 6 tháng 1 năm 2000   | Socorro                            | LINEAR                                                 |
| 14695 -               | 2000 AR200   | 9 tháng 1 năm 2000   | Socorro                            | LINEAR                                                 |
| 14696 Lindawilliams   | 2000 AW203   | 10 tháng 1 năm 2000  | Socorro                            | LINEAR                                                 |
| 14697 Ronsawyer       | 2000 AO214   | 6 tháng 1 năm 2000   | Kitt Peak                          | Spacewatch                                             |
| 14698 Scottyoung      | 2000 AT230   | 3 tháng 1 năm 2000   | Kitt Peak                          | Spacewatch                                             |
| 14699 Klarasmi        | 2000 AV239   | 6 tháng 1 năm 2000   | Anderson Mesa                      | LONEOS                                                 |
| 14700 Johnreid        | 2000 AC240   | 6 tháng 1 năm 2000   | Anderson Mesa                      | LONEOS                                                 |
| 14701–14800           |              |                      |                                    |                                                        |
| 14701 -               | 2000 AO240   | 7 tháng 1 năm 2000   | Anderson Mesa                      | LONEOS                                                 |
| 14702 Benclark        | 2000 AY242   | 7 tháng 1 năm 2000   | Anderson Mesa                      | LONEOS                                                 |
| 14703 -               | 2000 AX243   | 7 tháng 1 năm 2000   | Socorro                            | LINEAR                                                 |
| 14704 -               | 2000 CE2     | 2 tháng 2 năm 2000   | Oizumi                             | T. Kobayashi                                           |
| 14705 -               | 2000 CG2     | 2 tháng 2 năm 2000   | Oizumi                             | T. Kobayashi                                           |
| 14706 -               | 2000 CQ2     | 4 tháng 2 năm 2000   | Oizumi                             | T. Kobayashi                                           |
| 14707 -               | 2000 CC20    | 2 tháng 2 năm 2000   | Socorro                            | LINEAR                                                 |
| 14708 Slaven          | 2000 CU26    | 2 tháng 2 năm 2000   | Socorro                            | LINEAR                                                 |
| 14709 -               | 2000 CO29    | 2 tháng 2 năm 2000   | Socorro                            | LINEAR                                                 |
| 14710 -               | 2000 CC33    | 2 tháng 2 năm 2000   | Socorro                            | LINEAR                                                 |
| 14711 -               | 2000 CG36    | 2 tháng 2 năm 2000   | Socorro                            | LINEAR                                                 |
| 14712 -               | 2000 CO51    | 2 tháng 2 năm 2000   | Socorro                            | LINEAR                                                 |
| 14713 -               | 2000 CS63    | 2 tháng 2 năm 2000   | Socorro                            | LINEAR                                                 |
| 14714 -               | 2000 CQ65    | 4 tháng 2 năm 2000   | Socorro                            | LINEAR                                                 |
| 14715 -               | 2000 CD71    | 7 tháng 2 năm 2000   | Socorro                            | LINEAR                                                 |
| 14716 -               | 2000 CX81    | 4 tháng 2 năm 2000   | Socorro                            | LINEAR                                                 |
| 14717 -               | 2000 CJ82    | 4 tháng 2 năm 2000   | Socorro                            | LINEAR                                                 |
| 14718 -               | 2000 CX83    | 4 tháng 2 năm 2000   | Socorro                            | LINEAR                                                 |
| 14719 Sobey           | 2000 CB85    | 4 tháng 2 năm 2000   | Socorro                            | LINEAR                                                 |
| 14720 -               | 2000 CQ85    | 4 tháng 2 năm 2000   | Socorro                            | LINEAR                                                 |
| 14721 -               | 2000 CW91    | 6 tháng 2 năm 2000   | Socorro                            | LINEAR                                                 |
| 14722 -               | 2000 CK92    | 6 tháng 2 năm 2000   | Socorro                            | LINEAR                                                 |
| 14723 -               | 2000 CB93    | 6 tháng 2 năm 2000   | Socorro                            | LINEAR                                                 |
| 14724 SNO             | 2000 CA100   | 10 tháng 2 năm 2000  | Kitt Peak                          | Spacewatch                                             |
| 14725 -               | 2000 DC3     | 27 tháng 2 năm 2000  | Oizumi                             | T. Kobayashi                                           |
| 14726 -               | 2000 DD3     | 27 tháng 2 năm 2000  | Oizumi                             | T. Kobayashi                                           |
| 14727 Suggs           | 2000 DU11    | 27 tháng 2 năm 2000  | Kitt Peak                          | Spacewatch                                             |
| 14728 Schuchardt      | 2000 DY14    | 26 tháng 2 năm 2000  | Catalina                           | CSS                                                    |
| 14729 -               | 2000 DK16    | 29 tháng 2 năm 2000  | Đài thiên văn Zvjezdarnica Višnjan | K. Korlević                                            |
| 14730 -               | 2000 DS19    | 29 tháng 2 năm 2000  | Socorro                            | LINEAR                                                 |
| 14731 -               | 2000 DY68    | 29 tháng 2 năm 2000  | Socorro                            | LINEAR                                                 |
| 14732 -               | 2000 DX71    | 29 tháng 2 năm 2000  | Socorro                            | LINEAR                                                 |
| 14733 -               | 2000 DV74    | 29 tháng 2 năm 2000  | Socorro                            | LINEAR                                                 |
| 14734 Susanstoker     | 2000 DZ78    | 29 tháng 2 năm 2000  | Socorro                            | LINEAR                                                 |
| 14735 -               | 2000 DV86    | 29 tháng 2 năm 2000  | Socorro                            | LINEAR                                                 |
| 14736 -               | 2000 DW97    | 29 tháng 2 năm 2000  | Socorro                            | LINEAR                                                 |
| 14737 -               | 2000 DU99    | 29 tháng 2 năm 2000  | Socorro                            | LINEAR                                                 |
| 14738 -               | 2000 DW106   | 29 tháng 2 năm 2000  | Socorro                            | LINEAR                                                 |
| 14739 Edgarchavez     | 2000 EF21    | 3 tháng 3 năm 2000   | Catalina                           | CSS                                                    |
| 14740 -               | 2000 ED32    | 5 tháng 3 năm 2000   | Socorro                            | LINEAR                                                 |
| 14741 Teamequinox     | 2000 EQ49    | 9 tháng 3 năm 2000   | Socorro                            | LINEAR                                                 |
| 14742 -               | 2000 EQ56    | 8 tháng 3 năm 2000   | Socorro                            | LINEAR                                                 |
| 14743 -               | 2016 P-L     | 24 tháng 9 năm 1960  | Palomar                            | C. J. van Houten, I. van Houten-Groeneveld, T. Gehrels |
| 14744 -               | 2092 P-L     | 16 tháng 9 năm 1960  | Palomar                            | C. J. van Houten, I. van Houten-Groeneveld, T. Gehrels |
| 14745 -               | 2154 P-L     | 24 tháng 9 năm 1960  | Palomar                            | C. J. van Houten, I. van Houten-Groeneveld, T. Gehrels |
| 14746 -               | 2164 P-L     | 16 tháng 9 năm 1960  | Palomar                            | C. J. van Houten, I. van Houten-Groeneveld, T. Gehrels |
| 14747 -               | 2541 P-L     | 24 tháng 9 năm 1960  | Palomar                            | C. J. van Houten, I. van Houten-Groeneveld, T. Gehrels |
| 14748 -               | 2620 P-L     | 24 tháng 9 năm 1960  | Palomar                            | C. J. van Houten, I. van Houten-Groeneveld, T. Gehrels |
| 14749 -               | 2626 P-L     | 16 tháng 9 năm 1960  | Palomar                            | C. J. van Houten, I. van Houten-Groeneveld, T. Gehrels |
| 14750 -               | 2654 P-L     | 24 tháng 9 năm 1960  | Palomar                            | C. J. van Houten, I. van Houten-Groeneveld, T. Gehrels |
| 14751 -               | 2688 P-L     | 24 tháng 9 năm 1960  | Palomar                            | C. J. van Houten, I. van Houten-Groeneveld, T. Gehrels |
| 14752 -               | 3005 P-L     | 24 tháng 9 năm 1960  | Palomar                            | C. J. van Houten, I. van Houten-Groeneveld, T. Gehrels |
| 14753 -               | 4592 P-L     | 24 tháng 9 năm 1960  | Palomar                            | C. J. van Houten, I. van Houten-Groeneveld, T. Gehrels |
| 14754 -               | 4806 P-L     | 24 tháng 9 năm 1960  | Palomar                            | C. J. van Houten, I. van Houten-Groeneveld, T. Gehrels |
| 14755 -               | 6069 P-L     | 24 tháng 9 năm 1960  | Palomar                            | C. J. van Houten, I. van Houten-Groeneveld, T. Gehrels |
| 14756 -               | 6232 P-L     | 24 tháng 9 năm 1960  | Palomar                            | C. J. van Houten, I. van Houten-Groeneveld, T. Gehrels |
| 14757 -               | 6309 P-L     | 24 tháng 9 năm 1960  | Palomar                            | C. J. van Houten, I. van Houten-Groeneveld, T. Gehrels |
| 14758 -               | 6519 P-L     | 24 tháng 9 năm 1960  | Palomar                            | C. J. van Houten, I. van Houten-Groeneveld, T. Gehrels |
| 14759 -               | 6520 P-L     | 24 tháng 9 năm 1960  | Palomar                            | C. J. van Houten, I. van Houten-Groeneveld, T. Gehrels |
| 14760 -               | 6595 P-L     | 24 tháng 9 năm 1960  | Palomar                            | C. J. van Houten, I. van Houten-Groeneveld, T. Gehrels |
| 14761 -               | 6608 P-L     | 24 tháng 9 năm 1960  | Palomar                            | C. J. van Houten, I. van Houten-Groeneveld, T. Gehrels |
| 14762 -               | 6647 P-L     | 16 tháng 9 năm 1960  | Palomar                            | C. J. van Houten, I. van Houten-Groeneveld, T. Gehrels |
| 14763 -               | 6793 P-L     | 24 tháng 9 năm 1960  | Palomar                            | C. J. van Houten, I. van Houten-Groeneveld, T. Gehrels |
| 14764 -               | 7072 P-L     | 17 tháng 10 năm 1960 | Palomar                            | C. J. van Houten, I. van Houten-Groeneveld, T. Gehrels |
| 14765 -               | 9519 P-L     | 17 tháng 10 năm 1960 | Palomar                            | C. J. van Houten, I. van Houten-Groeneveld, T. Gehrels |
| 14766 -               | 9594 P-L     | 17 tháng 10 năm 1960 | Palomar                            | C. J. van Houten, I. van Houten-Groeneveld, T. Gehrels |
| 14767 -               | 1137 T-1     | 25 tháng 3 năm 1971  | Palomar                            | C. J. van Houten, I. van Houten-Groeneveld, T. Gehrels |
| 14768 -               | 1238 T-1     | 25 tháng 3 năm 1971  | Palomar                            | C. J. van Houten, I. van Houten-Groeneveld, T. Gehrels |
| 14769 -               | 2175 T-1     | 25 tháng 3 năm 1971  | Palomar                            | C. J. van Houten, I. van Houten-Groeneveld, T. Gehrels |
| 14770 -               | 2198 T-1     | 25 tháng 3 năm 1971  | Palomar                            | C. J. van Houten, I. van Houten-Groeneveld, T. Gehrels |
| 14771 -               | 4105 T-1     | 26 tháng 3 năm 1971  | Palomar                            | C. J. van Houten, I. van Houten-Groeneveld, T. Gehrels |
| 14772 -               | 4195 T-1     | 26 tháng 3 năm 1971  | Palomar                            | C. J. van Houten, I. van Houten-Groeneveld, T. Gehrels |
| 14773 -               | 4264 T-1     | 26 tháng 3 năm 1971  | Palomar                            | C. J. van Houten, I. van Houten-Groeneveld, T. Gehrels |
| 14774 -               | 4845 T-1     | 13 tháng 5 năm 1971  | Palomar                            | C. J. van Houten, I. van Houten-Groeneveld, T. Gehrels |
| 14775 -               | 1139 T-2     | 29 tháng 9 năm 1973  | Palomar                            | C. J. van Houten, I. van Houten-Groeneveld, T. Gehrels |
| 14776 -               | 1282 T-2     | 29 tháng 9 năm 1973  | Palomar                            | C. J. van Houten, I. van Houten-Groeneveld, T. Gehrels |
| 14777 -               | 2078 T-2     | 29 tháng 9 năm 1973  | Palomar                            | C. J. van Houten, I. van Houten-Groeneveld, T. Gehrels |
| 14778 -               | 2216 T-2     | 29 tháng 9 năm 1973  | Palomar                            | C. J. van Houten, I. van Houten-Groeneveld, T. Gehrels |
| 14779 -               | 3072 T-2     | 30 tháng 9 năm 1973  | Palomar                            | C. J. van Houten, I. van Houten-Groeneveld, T. Gehrels |
| 14780 -               | 1078 T-3     | 17 tháng 10 năm 1977 | Palomar                            | C. J. van Houten, I. van Houten-Groeneveld, T. Gehrels |
| 14781 -               | 1107 T-3     | 17 tháng 10 năm 1977 | Palomar                            | C. J. van Houten, I. van Houten-Groeneveld, T. Gehrels |
| 14782 -               | 3149 T-3     | 16 tháng 10 năm 1977 | Palomar                            | C. J. van Houten, I. van Houten-Groeneveld, T. Gehrels |
| 14783 -               | 3152 T-3     | 16 tháng 10 năm 1977 | Palomar                            | C. J. van Houten, I. van Houten-Groeneveld, T. Gehrels |
| 14784 -               | 3268 T-3     | 16 tháng 10 năm 1977 | Palomar                            | C. J. van Houten, I. van Houten-Groeneveld, T. Gehrels |
| 14785 -               | 3508 T-3     | 16 tháng 10 năm 1977 | Palomar                            | C. J. van Houten, I. van Houten-Groeneveld, T. Gehrels |
| 14786 -               | 4052 T-3     | 16 tháng 10 năm 1977 | Palomar                            | C. J. van Houten, I. van Houten-Groeneveld, T. Gehrels |
| 14787 -               | 5038 T-3     | 16 tháng 10 năm 1977 | Palomar                            | C. J. van Houten, I. van Houten-Groeneveld, T. Gehrels |
| 14788 -               | 5172 T-3     | 16 tháng 10 năm 1977 | Palomar                            | C. J. van Houten, I. van Houten-Groeneveld, T. Gehrels |
| 14789 GAISH           | 1969 TY1     | 8 tháng 10 năm 1969  | Nauchnij                           | L. I. Chernykh                                         |
| 14790 Beletskij       | 1970 OF      | 30 tháng 7 năm 1970  | Nauchnij                           | T. M. Smirnova                                         |
| 14791 Atreus          | 1973 SU      | 19 tháng 9 năm 1973  | Palomar                            | C. J. van Houten, I. van Houten-Groeneveld, T. Gehrels |
| 14792 Thyestes        | 1973 SG1     | 24 tháng 9 năm 1973  | Palomar                            | C. J. van Houten, I. van Houten-Groeneveld, T. Gehrels |
| 14793 -               | 1975 SE2     | 30 tháng 9 năm 1975  | Palomar                            | S. J. Bus                                              |
| 14794 Konetskiy       | 1976 SD5     | 24 tháng 9 năm 1976  | Nauchnij                           | N. S. Chernykh                                         |
| 14795 Syoyou          | 1977 EE7     | 12 tháng 3 năm 1977  | Kiso                               | H. Kosai, K. Hurukawa                                  |
| 14796 -               | 1977 XF2     | 7 tháng 12 năm 1977  | Palomar                            | S. J. Bus                                              |
| 14797 -               | 1977 XZ2     | 7 tháng 12 năm 1977  | Palomar                            | S. J. Bus                                              |
| 14798 -               | 1978 UW4     | 27 tháng 10 năm 1978 | Palomar                            | C. M. Olmstead                                         |
| 14799 -               | 1979 MS2     | 25 tháng 6 năm 1979  | Siding Spring                      | E. F. Helin, S. J. Bus                                 |
| 14800 -               | 1979 MP4     | 25 tháng 6 năm 1979  | Siding Spring                      | E. F. Helin, S. J. Bus                                 |
| 14801–14900           |              |                      |                                    |                                                        |
| 14801 -               | 1980 PE3     | 15 tháng 8 năm 1980  | Siding Spring                      | Royal Observatory Edinburgh                            |
| 14802 -               | 1981 DJ2     | 28 tháng 2 năm 1981  | Siding Spring                      | S. J. Bus                                              |
| 14803 -               | 1981 EL7     | 1 tháng 3 năm 1981   | Siding Spring                      | S. J. Bus                                              |
| 14804 -               | 1981 EW13    | 1 tháng 3 năm 1981   | Siding Spring                      | S. J. Bus                                              |
| 14805 -               | 1981 ED15    | 1 tháng 3 năm 1981   | Siding Spring                      | S. J. Bus                                              |
| 14806 -               | 1981 EV25    | 2 tháng 3 năm 1981   | Siding Spring                      | S. J. Bus                                              |
| 14807 -               | 1981 EN26    | 2 tháng 3 năm 1981   | Siding Spring                      | S. J. Bus                                              |
| 14808 -               | 1981 EV27    | 2 tháng 3 năm 1981   | Siding Spring                      | S. J. Bus                                              |
| 14809 -               | 1981 ES28    | 6 tháng 3 năm 1981   | Siding Spring                      | S. J. Bus                                              |
| 14810 -               | 1981 EM31    | 2 tháng 3 năm 1981   | Siding Spring                      | S. J. Bus                                              |
| 14811 -               | 1981 ED43    | 2 tháng 3 năm 1981   | Siding Spring                      | S. J. Bus                                              |
| 14812 Rosario         | 1981 JR1     | 9 tháng 5 năm 1981   | El Leoncito                        | Felix Aguilar Observatory                              |
| 14813 -               | 1981 QW2     | 23 tháng 8 năm 1981  | La Silla                           | H. Debehogne                                           |
| 14814 Gurij           | 1981 RL2     | 7 tháng 9 năm 1981   | Nauchnij                           | L. G. Karachkina                                       |
| 14815 Rutberg         | 1981 TH3     | 7 tháng 10 năm 1981  | Nauchnij                           | T. M. Smirnova                                         |
| 14816 -               | 1981 UQ22    | 24 tháng 10 năm 1981 | Palomar                            | S. J. Bus                                              |
| 14817 -               | 1982 FJ3     | 21 tháng 3 năm 1982  | La Silla                           | H. Debehogne                                           |
| 14818 Mindeli         | 1982 UF7     | 21 tháng 10 năm 1982 | Nauchnij                           | L. G. Karachkina                                       |
| 14819 Nikolaylaverov  | 1982 UC11    | 25 tháng 10 năm 1982 | Nauchnij                           | L. V. Zhuravleva                                       |
| 14820 Aizuyaichi      | 1982 VF4     | 14 tháng 11 năm 1982 | Kiso                               | H. Kosai, K. Hurukawa                                  |
| 14821 Motaeno         | 1982 VG4     | 14 tháng 11 năm 1982 | Kiso                               | H. Kosai, K. Hurukawa                                  |
| 14822 -               | 1984 SR5     | 21 tháng 9 năm 1984  | La Silla                           | H. Debehogne                                           |
| 14823 -               | 1984 ST5     | 21 tháng 9 năm 1984  | La Silla                           | H. Debehogne                                           |
| 14824 -               | 1985 CF2     | 13 tháng 2 năm 1985  | La Silla                           | H. Debehogne                                           |
| 14825 -               | 1985 RQ      | 14 tháng 9 năm 1985  | Anderson Mesa                      | E. Bowell                                              |
| 14826 Nicollier       | 1985 SC1     | 16 tháng 9 năm 1985  | Đài thiên văn Zimmerwald           | P. Wild                                                |
| 14827 Hypnos          | 1986 JK      | 5 tháng 5 năm 1986   | Palomar                            | C. S. Shoemaker, E. M. Shoemaker                       |
| 14828 -               | 1986 QT1     | 27 tháng 8 năm 1986  | La Silla                           | H. Debehogne                                           |
| 14829 Povalyaeva      | 1986 TR11    | 3 tháng 10 năm 1986  | Nauchnij                           | L. G. Karachkina                                       |
| 14830 -               | 1986 XR5     | 5 tháng 12 năm 1986  | Harvard Observatory                | Oak Ridge Observatory                                  |
| 14831 Gentileschi     | 1987 BS1     | 22 tháng 1 năm 1987  | La Silla                           | E. W. Elst                                             |
| 14832 Alechinsky      | 1987 QC3     | 27 tháng 8 năm 1987  | La Silla                           | E. W. Elst                                             |
| 14833 -               | 1987 SP1     | 21 tháng 9 năm 1987  | Anderson Mesa                      | E. Bowell                                              |
| 14834 Isaev           | 1987 SR17    | 17 tháng 9 năm 1987  | Nauchnij                           | L. I. Chernykh                                         |
| 14835 Holdridge       | 1987 WF1     | 16 tháng 11 năm 1987 | Palomar                            | C. S. Shoemaker, E. M. Shoemaker                       |
| 14836 Maxfrisch       | 1988 CY      | 14 tháng 2 năm 1988  | Tautenburg Observatory             | F. Börngen                                             |
| 14837 -               | 1988 RN2     | 8 tháng 9 năm 1988   | Đài thiên văn Brorfelde            | P. Jensen                                              |
| 14838 -               | 1988 RK6     | 6 tháng 9 năm 1988   | La Silla                           | H. Debehogne                                           |
| 14839 -               | 1988 RH8     | 11 tháng 9 năm 1988  | Smolyan                            | V. G. Shkodrov                                         |
| 14840 -               | 1988 RR11    | 14 tháng 9 năm 1988  | Cerro Tololo                       | S. J. Bus                                              |
| 14841 -               | 1988 TU      | 13 tháng 10 năm 1988 | Kushiro                            | S. Ueda, H. Kaneda                                     |
| 14842 -               | 1988 TN1     | 13 tháng 10 năm 1988 | Kushiro                            | S. Ueda, H. Kaneda                                     |
| 14843 -               | 1988 VP3     | 12 tháng 11 năm 1988 | Gekko                              | Y. Oshima                                              |
| 14844 -               | 1988 VT3     | 14 tháng 11 năm 1988 | Kushiro                            | S. Ueda, H. Kaneda                                     |
| 14845 Hegel           | 1988 VS6     | 3 tháng 11 năm 1988  | Tautenburg Observatory             | F. Börngen                                             |
| 14846 Lampedusa       | 1989 BH      | 29 tháng 1 năm 1989  | Bologna                            | Osservatorio San Vittore                               |
| 14847 -               | 1989 CY2     | 4 tháng 2 năm 1989   | La Silla                           | E. W. Elst                                             |
| 14848 -               | 1989 GK1     | 3 tháng 4 năm 1989   | La Silla                           | E. W. Elst                                             |
| 14849 -               | 1989 GQ1     | 3 tháng 4 năm 1989   | La Silla                           | E. W. Elst                                             |
| 14850 -               | 1989 QH      | 29 tháng 8 năm 1989  | Kitami                             | K. Endate, K. Watanabe                                 |
| 14851 -               | 1989 SD      | 23 tháng 9 năm 1989  | Kani                               | Y. Mizuno, T. Furuta                                   |
| 14852 -               | 1989 SE      | 23 tháng 9 năm 1989  | Kani                               | Y. Mizuno, T. Furuta                                   |
| 14853 -               | 1989 SX      | 30 tháng 9 năm 1989  | Kitami                             | K. Endate, K. Watanabe                                 |
| 14854 -               | 1989 SO1     | 16 tháng 9 năm 1989  | La Silla                           | E. W. Elst                                             |
| 14855 -               | 1989 SP9     | 25 tháng 9 năm 1989  | La Silla                           | H. Debehogne                                           |
| 14856 -               | 1989 SY13    | 16 tháng 9 năm 1989  | Calar Alto                         | J. M. Baur, K. Birkle                                  |
| 14857 -               | 1989 TT      | 1 tháng 10 năm 1989  | Palomar                            | E. F. Helin                                            |
| 14858 -               | 1989 UW3     | 27 tháng 10 năm 1989 | Palomar                            | E. F. Helin                                            |
| 14859 -               | 1989 WU1     | 25 tháng 11 năm 1989 | Kushiro                            | S. Ueda, H. Kaneda                                     |
| 14860 -               | 1989 WD3     | 27 tháng 11 năm 1989 | Gekko                              | Y. Oshima                                              |
| 14861 -               | 1990 DA2     | 24 tháng 2 năm 1990  | La Silla                           | H. Debehogne                                           |
| 14862 -               | 1990 EQ2     | 2 tháng 3 năm 1990   | La Silla                           | E. W. Elst                                             |
| 14863 -               | 1990 OK      | 18 tháng 7 năm 1990  | Palomar                            | E. F. Helin                                            |
| 14864 -               | 1990 QK4     | 23 tháng 8 năm 1990  | Palomar                            | H. E. Holt                                             |
| 14865 -               | 1990 QE7     | 20 tháng 8 năm 1990  | La Silla                           | E. W. Elst                                             |
| 14866 -               | 1990 RF1     | 14 tháng 9 năm 1990  | Palomar                            | H. E. Holt                                             |
| 14867 -               | 1990 RW4     | 15 tháng 9 năm 1990  | Palomar                            | H. E. Holt                                             |
| 14868 -               | 1990 RA7     | 13 tháng 9 năm 1990  | La Silla                           | H. Debehogne                                           |
| 14869 -               | 1990 ST8     | 22 tháng 9 năm 1990  | La Silla                           | E. W. Elst                                             |
| 14870 -               | 1990 SM14    | 24 tháng 9 năm 1990  | La Silla                           | H. Debehogne                                           |
| 14871 Pyramus         | 1990 TH7     | 13 tháng 10 năm 1990 | Tautenburg Observatory             | L. D. Schmadel, F. Börngen                             |
| 14872 Hoher List      | 1990 UR      | 23 tháng 10 năm 1990 | Hoher List                         | E. W. Elst                                             |
| 14873 Shoyo           | 1990 UQ2     | 28 tháng 10 năm 1990 | Minami-Oda                         | K. Kawanishi, M. Sugano                                |
| 14874 -               | 1990 US4     | 16 tháng 10 năm 1990 | La Silla                           | E. W. Elst                                             |
| 14875 -               | 1990 WZ1     | 18 tháng 11 năm 1990 | La Silla                           | E. W. Elst                                             |
| 14876 -               | 1990 WD2     | 18 tháng 11 năm 1990 | La Silla                           | E. W. Elst                                             |
| 14877 Zauberflöte     | 1990 WC9     | 19 tháng 11 năm 1990 | La Silla                           | E. W. Elst                                             |
| 14878 -               | 1990 WE9     | 19 tháng 11 năm 1990 | La Silla                           | E. W. Elst                                             |
| 14879 -               | 1991 AL2     | 7 tháng 1 năm 1991   | Siding Spring                      | R. H. McNaught                                         |
| 14880 -               | 1991 CJ1     | 7 tháng 2 năm 1991   | Geisei                             | T. Seki                                                |
| 14881 -               | 1991 PK      | 5 tháng 8 năm 1991   | Palomar                            | H. E. Holt                                             |
| 14882 -               | 1991 PP11    | 9 tháng 8 năm 1991   | Palomar                            | H. E. Holt                                             |
| 14883 -               | 1991 PT11    | 7 tháng 8 năm 1991   | Palomar                            | H. E. Holt                                             |
| 14884 -               | 1991 PH16    | 7 tháng 8 năm 1991   | Palomar                            | H. E. Holt                                             |
| 14885 -               | 1991 RF2     | 6 tháng 9 năm 1991   | Haute Provence                     | E. W. Elst                                             |
| 14886 -               | 1991 RL9     | 11 tháng 9 năm 1991  | Palomar                            | H. E. Holt                                             |
| 14887 -               | 1991 RQ14    | 15 tháng 9 năm 1991  | Palomar                            | H. E. Holt                                             |
| 14888 Kanazawashi     | 1991 SN1     | 30 tháng 9 năm 1991  | Kitami                             | K. Endate, K. Watanabe                                 |
| 14889 -               | 1991 VX2     | 5 tháng 11 năm 1991  | Dynic                              | A. Sugie                                               |
| 14890 -               | 1991 VG3     | 4 tháng 11 năm 1991  | Palomar                            | E. F. Helin                                            |
| 14891 -               | 1991 VY4     | 5 tháng 11 năm 1991  | Kiyosato                           | S. Otomo                                               |
| 14892 -               | 1991 VE5     | 4 tháng 11 năm 1991  | Kiyosato                           | S. Otomo                                               |
| 14893 -               | 1992 DN6     | 29 tháng 2 năm 1992  | La Silla                           | UESAC                                                  |
| 14894 -               | 1992 EA8     | 2 tháng 3 năm 1992   | La Silla                           | UESAC                                                  |
| 14895 -               | 1992 EJ24    | 2 tháng 3 năm 1992   | La Silla                           | UESAC                                                  |
| 14896 -               | 1992 EB26    | 8 tháng 3 năm 1992   | La Silla                           | UESAC                                                  |
| 14897 -               | 1992 GE5     | 6 tháng 4 năm 1992   | La Silla                           | E. W. Elst                                             |
| 14898 -               | 1992 JR3     | 7 tháng 5 năm 1992   | La Silla                           | H. Debehogne                                           |
| 14899 -               | 1992 LS      | 3 tháng 6 năm 1992   | Palomar                            | G. J. Leonard                                          |
| 14900 -               | 1992 RH5     | 2 tháng 9 năm 1992   | La Silla                           | E. W. Elst                                             |
| 14901–15000           |              |                      |                                    |                                                        |
| 14901 -               | 1992 SH      | 21 tháng 9 năm 1992  | Kitami                             | M. Yanai, K. Watanabe                                  |
| 14902 Miyairi         | 1993 BE2     | 17 tháng 1 năm 1993  | Yatsugatake                        | Y. Kushida, O. Muramatsu                               |
| 14903 -               | 1993 DF2     | 25 tháng 2 năm 1993  | Kushiro                            | S. Ueda, H. Kaneda                                     |
| 14904 -               | 1993 FM14    | 17 tháng 3 năm 1993  | La Silla                           | UESAC                                                  |
| 14905 -               | 1993 FV27    | 21 tháng 3 năm 1993  | La Silla                           | UESAC                                                  |
| 14906 -               | 1993 NJ1     | 12 tháng 7 năm 1993  | La Silla                           | E. W. Elst                                             |
| 14907 -               | 1993 OF3     | 20 tháng 7 năm 1993  | La Silla                           | E. W. Elst                                             |
| 14908 -               | 1993 OQ4     | 20 tháng 7 năm 1993  | La Silla                           | E. W. Elst                                             |
| 14909 Kamchatka       | 1993 PY3     | 14 tháng 8 năm 1993  | Caussols                           | E. W. Elst                                             |
| 14910 -               | 1993 QR4     | 18 tháng 8 năm 1993  | Caussols                           | E. W. Elst                                             |
| 14911 -               | 1993 RH2     | 15 tháng 9 năm 1993  | Kitami                             | K. Endate, K. Watanabe                                 |
| 14912 -               | 1993 RP3     | 12 tháng 9 năm 1993  | Palomar                            | PCAS                                                   |
| 14913 -               | 1993 RP7     | 15 tháng 9 năm 1993  | La Silla                           | E. W. Elst                                             |
| 14914 -               | 1993 TM26    | 9 tháng 10 năm 1993  | La Silla                           | E. W. Elst                                             |
| 14915 -               | 1993 UM8     | 20 tháng 10 năm 1993 | La Silla                           | E. W. Elst                                             |
| 14916 -               | 1993 VV7     | 10 tháng 11 năm 1993 | Siding Spring                      | G. J. Garradd                                          |
| 14917 Taco            | 1994 AD11    | 8 tháng 1 năm 1994   | Kitt Peak                          | Spacewatch                                             |
| 14918 -               | 1994 BP4     | 21 tháng 1 năm 1994  | Mérida                             | O. A. Naranjo                                          |
| 14919 Robertohaver    | 1994 PG      | 6 tháng 8 năm 1994   | San Marcello                       | A. Boattini, M. Tombelli                               |
| 14920 -               | 1994 PE33    | 12 tháng 8 năm 1994  | La Silla                           | E. W. Elst                                             |
| 14921 -               | 1994 QA      | 16 tháng 8 năm 1994  | Siding Spring                      | G. J. Garradd                                          |
| 14922 -               | 1994 TA3     | 2 tháng 10 năm 1994  | Kitami                             | K. Endate, K. Watanabe                                 |
| 14923 -               | 1994 TU3     | 7 tháng 10 năm 1994  | Palomar                            | K. J. Lawrence                                         |
| 14924 -               | 1994 VZ      | 3 tháng 11 năm 1994  | Nachi-Katsuura                     | Y. Shimizu, T. Urata                                   |
| 14925 Naoko           | 1994 VU2     | 4 tháng 11 năm 1994  | Kitami                             | K. Endate, K. Watanabe                                 |
| 14926 Hoshide         | 1994 VB3     | 4 tháng 11 năm 1994  | Kitami                             | K. Endate, K. Watanabe                                 |
| 14927 Satoshi         | 1994 VW6     | 1 tháng 11 năm 1994  | Kitami                             | K. Endate, K. Watanabe                                 |
| 14928 -               | 1994 WN1     | 27 tháng 11 năm 1994 | Oizumi                             | T. Kobayashi                                           |
| 14929 -               | 1994 WP1     | 27 tháng 11 năm 1994 | Oizumi                             | T. Kobayashi                                           |
| 14930 -               | 1994 WL3     | 28 tháng 11 năm 1994 | Kushiro                            | S. Ueda, H. Kaneda                                     |
| 14931 -               | 1994 WR3     | 27 tháng 11 năm 1994 | Uto                                | F. Uto                                                 |
| 14932 -               | 1994 YC      | 24 tháng 12 năm 1994 | Oizumi                             | T. Kobayashi                                           |
| 14933 -               | 1994 YX      | 28 tháng 12 năm 1994 | Oizumi                             | T. Kobayashi                                           |
| 14934 -               | 1995 BP      | 23 tháng 1 năm 1995  | Oizumi                             | T. Kobayashi                                           |
| 14935 -               | 1995 BP1     | 25 tháng 1 năm 1995  | Oizumi                             | T. Kobayashi                                           |
| 14936 -               | 1995 BU2     | 27 tháng 1 năm 1995  | Nachi-Katsuura                     | Y. Shimizu, T. Urata                                   |
| 14937 Thirsk          | 1995 CP3     | 1 tháng 2 năm 1995   | Kitt Peak                          | Spacewatch                                             |
| 14938 -               | 1995 DN      | 21 tháng 2 năm 1995  | Oizumi                             | T. Kobayashi                                           |
| 14939 Norikura        | 1995 DG1     | 21 tháng 2 năm 1995  | Kuma Kogen                         | A. Nakamura                                            |
| 14940 Freiligrath     | 1995 EL8     | 4 tháng 3 năm 1995   | Đài quan sát Tautenburg            | F. Börngen                                             |
| 14941 Tomswift        | 1995 FY2     | 23 tháng 3 năm 1995  | Kitt Peak                          | Spacewatch                                             |
| 14942 Stevebaker      | 1995 MA      | 21 tháng 6 năm 1995  | Haleakala                          | AMOS                                                   |
| 14943 -               | 1995 VD19    | 15 tháng 11 năm 1995 | Xinglong                           | Chương trình tiểu hành tinh Bắc Kinh Schmidt CCD       |
| 14944 -               | 1995 YV      | 19 tháng 12 năm 1995 | Oizumi                             | T. Kobayashi                                           |
| 14945 -               | 1995 YM3     | 27 tháng 12 năm 1995 | Oizumi                             | T. Kobayashi                                           |
| 14946 -               | 1996 AN2     | 13 tháng 1 năm 1996  | Oizumi                             | T. Kobayashi                                           |
| 14947 Luigibussolino  | 1996 AB4     | 15 tháng 1 năm 1996  | Asiago                             | M. Tombelli, U. Munari                                 |
| 14948 -               | 1996 BA      | 16 tháng 1 năm 1996  | Kleť                               | Kleť                                                   |
| 14949 -               | 1996 BA2     | 24 tháng 1 năm 1996  | Oizumi                             | T. Kobayashi                                           |
| 14950 -               | 1996 BE2     | 18 tháng 1 năm 1996  | Kushiro                            | S. Ueda, H. Kaneda                                     |
| 14951 -               | 1996 BS2     | 26 tháng 1 năm 1996  | Oizumi                             | T. Kobayashi                                           |
| 14952 -               | 1996 CQ      | 1 tháng 2 năm 1996   | Xinglong                           | Chương trình tiểu hành tinh Bắc Kinh Schmidt CCD       |
| 14953 Bevilacqua      | 1996 CB3     | 13 tháng 2 năm 1996  | Asiago                             | M. Tombelli, G. Forti                                  |
| 14954 -               | 1996 DL      | 16 tháng 2 năm 1996  | Haleakala                          | NEAT                                                   |
| 14955 -               | 1996 DX      | 21 tháng 2 năm 1996  | Oizumi                             | T. Kobayashi                                           |
| 14956 -               | 1996 DB1     | 22 tháng 2 năm 1996  | Oizumi                             | T. Kobayashi                                           |
| 14957 -               | 1996 HQ22    | 20 tháng 4 năm 1996  | La Silla                           | E. W. Elst                                             |
| 14958 -               | 1996 JK1     | 15 tháng 5 năm 1996  | Haleakala                          | NEAT                                                   |
| 14959 TRIUMF          | 1996 JT3     | 9 tháng 5 năm 1996   | Kitt Peak                          | Spacewatch                                             |
| 14960 Yule            | 1996 KO      | 21 tháng 5 năm 1996  | Prescott                           | P. G. Comba                                            |
| 14961 d'Auteroche     | 1996 LV3     | 8 tháng 6 năm 1996   | La Silla                           | E. W. Elst                                             |
| 14962 Masanoriabe     | 1996 TL15    | 9 tháng 10 năm 1996  | Nanyo                              | T. Okuni                                               |
| 14963 Toshikazu       | 1996 TM15    | 11 tháng 10 năm 1996 | Nanyo                              | T. Okuni                                               |
| 14964 Robertobacci    | 1996 VS      | 2 tháng 11 năm 1996  | San Marcello                       | L. Tesi, G. Cattani                                    |
| 14965 Bonk            | 1997 KC      | 24 tháng 5 năm 1997  | Bornheim                           | N. Ehring                                              |
| 14966 Jurijvega       | 1997 OU2     | 30 tháng 7 năm 1997  | Črni Vrh                           | H. Mikuž                                               |
| 14967 Madrid          | 1997 PF4     | 6 tháng 8 năm 1997   | Majorca                            | À. López, R. Pacheco                                   |
| 14968 Kubáček         | 1997 QG      | 23 tháng 8 năm 1997  | Modra                              | A. Galád, A. Pravda                                    |
| 14969 Willacather     | 1997 QC1     | 28 tháng 8 năm 1997  | Lime Creek                         | R. Linderholm                                          |
| 14970 -               | 1997 QA2     | 25 tháng 8 năm 1997  | Dynic                              | A. Sugie                                               |
| 14971 -               | 1997 QN3     | 30 tháng 8 năm 1997  | Caussols                           | ODAS                                                   |
| 14972 Olihainaut      | 1997 QP3     | 30 tháng 8 năm 1997  | Caussols                           | ODAS                                                   |
| 14973 Rossirosina     | 1997 RZ      | 1 tháng 9 năm 1997   | San Marcello                       | A. Boattini                                            |
| 14974 Počátky         | 1997 SK1     | 22 tháng 9 năm 1997  | Kleť                               | M. Tichý                                               |
| 14975 Serasin         | 1997 SA3     | 24 tháng 9 năm 1997  | Farra d'Isonzo                     | Farra d'Isonzo                                         |
| 14976 Josefčapek      | 1997 SD4     | 27 tháng 9 năm 1997  | Ondřejov                           | P. Pravec                                              |
| 14977 Bressler        | 1997 SE4     | 16 tháng 9 năm 1997  | Linz                               | E. Meyer                                               |
| 14978 -               | 1997 SD25    | 30 tháng 9 năm 1997  | Uenohara                           | N. Kawasato                                            |
| 14979 -               | 1997 TK1     | 3 tháng 10 năm 1997  | Caussols                           | ODAS                                                   |
| 14980 Gustavbrom      | 1997 TW9     | 5 tháng 10 năm 1997  | Ondřejov                           | L. Šarounová                                           |
| 14981 -               | 1997 TY17    | 6 tháng 10 năm 1997  | Kitami                             | K. Endate, K. Watanabe                                 |
| 14982 -               | 1997 TH19    | 8 tháng 10 năm 1997  | Gekko                              | T. Kagawa, T. Urata                                    |
| 14983 -               | 1997 TE25    | 12 tháng 10 năm 1997 | Rand                               | G. R. Viscome                                          |
| 14984 -               | 1997 TN26    | 11 tháng 10 năm 1997 | Kushiro                            | S. Ueda, H. Kaneda                                     |
| 14985 -               | 1997 UU2     | 25 tháng 10 năm 1997 | Oohira                             | T. Urata                                               |
| 14986 -               | 1997 UJ3     | 16 tháng 10 năm 1997 | Oizumi                             | T. Kobayashi                                           |
| 14987 -               | 1997 UT3     | 16 tháng 10 năm 1997 | Oizumi                             | T. Kobayashi                                           |
| 14988 Tryggvason      | 1997 UA7     | 25 tháng 10 năm 1997 | Kitt Peak                          | Spacewatch                                             |
| 14989 Tutte           | 1997 UB7     | 25 tháng 10 năm 1997 | Kitt Peak                          | Spacewatch                                             |
| 14990 Zermelo         | 1997 UY10    | 31 tháng 10 năm 1997 | Prescott                           | P. G. Comba                                            |
| 14991 -               | 1997 UV14    | 31 tháng 10 năm 1997 | Woomera                            | F. B. Zoltowski                                        |
| 14992 -               | 1997 UY14    | 16 tháng 10 năm 1997 | Nachi-Katsuura                     | Y. Shimizu, T. Urata                                   |
| 14993 -               | 1997 UC15    | 16 tháng 10 năm 1997 | Nachi-Katsuura                     | Y. Shimizu, T. Urata                                   |
| 14994 Uppenkamp       | 1997 UW18    | 28 tháng 10 năm 1997 | Kitt Peak                          | Spacewatch                                             |
| 14995 Archytas        | 1997 VY1     | 5 tháng 11 năm 1997  | Prescott                           | P. G. Comba                                            |
| 14996 -               | 1997 VY2     | 5 tháng 11 năm 1997  | Dynic                              | A. Sugie                                               |
| 14997 -               | 1997 VD4     | 1 tháng 11 năm 1997  | Kushiro                            | S. Ueda, H. Kaneda                                     |
| 14998 -               | 1997 VU6     | 1 tháng 11 năm 1997  | Kitami                             | K. Endate, K. Watanabe                                 |
| 14999 -               | 1997 VX8     | 9 tháng 11 năm 1997  | Nyukasa                            | M. Hirasawa, S. Suzuki                                 |
| 15000 CCD             | 1997 WZ16    | 23 tháng 11 năm 1997 | Kitt Peak                          | Spacewatch                                             |